# I liga brazylijska w piłce nożnej (1979)
Brazylia 1979
Mistrzem Brazylii został klub SC Internacional, natomiast wicemistrzem Brazylii - klub CR Vasco da Gama.
Do Copa Libertadores w roku 1980 zakwalifikowały się następujące kluby:
- SC Internacional (mistrz Brazylii)
- CR Vasco da Gama (wicemistrz Brazylii)

W 1979 roku w rozgrywkach I ligi brazylijskiej wzięły udział 94 kluby. Pomimo że nie było spadków z ligi, w następnym sezonie I liga liczyła 44 kluby.

## Campeonato Brasileiro Série A 1979

### Uczestnicy
W mistrzostwach Brazylii w 1979 roku wzięły udział 94 kluby - najlepsze w mistrzostwach stanowych 1978 roku.
Stan Alagoas reprezentowały 3 kluby: AS Arapiraquense, Clube de Regatas Brasil, CS Alagoano.
Stan Amazonas reprezentowały 3 kluby: Nacional FC, Nacional Fast Clube, Rio Negro Manaus.
Stan Bahia reprezentowało 5 klubów: EC Bahia, Fluminense de Feira FC, Itabuna, AD Leônico, EC Vitória.
Stan Ceará reprezentowały 3 kluby: Ceará SC, Ferroviário AC, Fortaleza.
Dystrykt Federalny reprezentowały 3 kluby: Brasília, SE Gama, CR Guará Brasília.
Stan Espírito Santo reprezentowały 3 kluby: Colatina, Desportiva Cariacica, Rio Branco AC.
Stan Goiás reprezentowało 6 klubów: AA Anapolina, Atlético Goianiense, Goiânia, Goiás EC, Itumbiara, Vila Nova FC.
Stan Maranhão reprezentowały 3 kluby: Maranhão AC, Moto Club de São Luís, Sampaio Corrêa FC.
Stan Minas Gerais reprezentowało 7 klubów: América Mineiro, Atlético Mineiro, AA Caldense, Cruzeiro EC, Uberaba, Uberlândia, Villa Nova AC.
Stan Mato Grosso do Sul reprezentowały 2 kluby: EC Comercial, Operário FC.
Stan Mato Grosso reprezentowały 3 kluby: CE Dom Bosco, Mixto EC, Operário Várzea Grande.
Stan Pará reprezentowały 3 kluby: Paysandu SC, Clube do Remo, Tuna Luso Brasileira.
Stan Paraíba reprezentowały 3 kluby: Botafogo João Pessoa, Campinense Clube, Treze FC.
Stan Pernambuco reprezentowały 4 kluby: Central SC, Náutico, Santa Cruz FC, Sport Recife.
Stan Piauí reprezentowały 3 kluby: Piauí EC, Ríver AC, SE Tiradentes.
Stan Parana reprezentowało 6 klubów: Athletico Paranaense, Colorado EC, Coritiba FBC, Grêmio Maringá, Londrina, Operário Ferroviário EC.
Stan Rio de Janeiro reprezentowało 8 klubów: America FC, Americano FC, Botafogo FR, Campo Grande Rio de Janeiro, CR Flamengo, Fluminense FC, Goytacaz FC, CR Vasco da Gama.
Stan Rio Grande do Norte reprezentowały 3 kluby: ABC FC, América Natal, ACD Potiguar.
Stan Rio Grande do Sul reprezentowało 7 klubów: Brasil Pelotas, Caxias, Grêmio Porto Alegre, SC Internacional, EC Juventude, Novo Hamburgo, SC São Paulo.
Stan Santa Catarina reprezentowało 5 klubów: Avaí FC, Chapecoense, Criciúma, Figueirense FC, Joinville.
Stan São Paulo reprezentowało 8 klubów: Comercial FC, AA Francana, Guarani FC, AA Internacional, SE Palmeiras, EC São Bento, XV de Jaú, XV de Piracicaba.
Stan Sergipe reprezentowały 3 kluby: AD Confiança, Itabaiana, CS Sergipe.

### Format rozgrywek
Mistrzostwa Brazylii w 1979 roku podzielone zostały na 3 etapy, których celem było wyłonienie najlepszej czwórki mistrzostw. W pierwszym etapie wzięło udział 80 klubów, które podzielono na 8 grup po 10 klubów. Bez gry do dalszych etapów awansowało 14 klubów reprezentujących dwa najsilniejsze stany – São Paulo i Rio de Janeiro: Americano FC, Botafogo FR, Comercial FC, CR Flamengo, Fluminense FC, AA Francana, Goytacaz FC, Guarani FC, AA Internacional, SE Palmeiras, EC São Bento, CR Vasco da Gama, XV de Jaú, XV de Piracicaba. Z grup A i C awansowały 4 najlepsze kluby, z grup B, D, E i F - 5 najlepszych klubów oraz z grup G i H - 8 najlepszych klubów. Łącznie do dalszych gier awansowało 58 klubów.
W drugim etapie 56 klubów podzielono na 7 grup po 8 klubów. Pozostałe 2 kluby – SE Palmeiras i Guarani FC – awansowały do trzeciego etapu bez gry. Ponieważ z każdej grupy do trzeciego etapu awansowały 2 najlepsze kluby, łącznie w trzecim etapie znalazło się 16 klubów, które podzielono na 4 grupy po 4 kluby. Do półfinału awansowali tylko zwycięzcy grup. W półfinale i finale grano systemem pucharowym mecz i rewanż.

### Pierwszy etap

#### Grupa A

##### Mecze chronologicznie
| Data                 | Mecz                                                                                         |
| -------------------- | -------------------------------------------------------------------------------------------- |
| 22 września 1979     | Goiânia – Avaí FC 1:1 Pedro Ornelas - Zé Paulo                                               |
| 23 września 1979     | AD Confiança – Londrina 2:1 Nininho, Deca - Paulinho                                         |
| 23 września 1979     | AA Anapolina – CS Sergipe 2:0 Zé Carlos Paulista, Jorge Cruz                                 |
| 25 września 1979     | AA Anapolina – Avaí FC 2:1 Maurício, Sídnei - Bira Lopes                                     |
| 25 września 1979     | Joinville – EC Juventude 2:1 Francisco, Vanil - Lula                                         |
| 26 września 1979     | Goiânia – CS Sergipe 1:1 Pedro Ornelas - Mica                                                |
| 30 września 1979     | Joinville – Novo Hamburgo 3:0 Mateus (2), Sídnei                                             |
| 30 września 1979     | Colorado EC – AD Confiança 1:1 Jorge Nobre - Deca                                            |
| 30 września 1979     | Avaí FC – Londrina 1:1 Fico - Marinho                                                        |
| 30 września 1979     | EC Juventude – AA Anapolina 2:0 Cacau, Lula                                                  |
| 3 października 1979  | Londrina – AA Anapolina 1:0 Paulinho                                                         |
| 4 października 1979  | Colorado EC – Joinville 1:0 Tiăo Marçal                                                      |
| 6 października 1979  | EC Juventude – Colorado EC 0:0                                                               |
| 6 października 1979  | AD Confiança – Goiânia 0:1 Divino                                                            |
| 6 października 1979  | Joinville – Londrina 0:0                                                                     |
| 6 października 1979  | CS Sergipe – Novo Hamburgo 0:0                                                               |
| 10 października 1979 | Londrina – Novo Hamburgo 1:0 Paulinho                                                        |
| 10 października 1979 | Avaí FC – Colorado EC 0:1 Jorge Nobre                                                        |
| 11 października 1979 | AA Anapolina – Joinville 1:0 Zé Carlos Paulista                                              |
| 11 października 1979 | Goiânia – EC Juventude 2:1 Nivaldo (2) – Lula                                                |
| 14 października 1979 | Novo Hamburgo – AA Anapolina 1:0 Passos                                                      |
| 14 października 1979 | EC Juventude – AD Confiança 2:1 Édson, Carlăo - Deca                                         |
| 14 października 1979 | Londrina – CS Sergipe 2:2 Zé Roberto, Zé Antônio - Mica, Mário Jorge                         |
| 17 października 1979 | EC Juventude – CS Sergipe 2:0 Plein, Adílson                                                 |
| 17 października 1979 | Novo Hamburgo – Colorado EC 0:0                                                              |
| 17 października 1979 | Joinville – Goiânia 0:0                                                                      |
| 17 października 1979 | Avaí FC – AD Confiança 1:1 Orivaldo s - Orivaldo                                             |
| 20 października 1979 | Novo Hamburgo – Goiânia 1:0 Toninho                                                          |
| 20 października 1979 | EC Juventude – Avaí FC 2:2 Plein, Casper - Veiga, Dirceu                                     |
| 21 października 1979 | AD Confiança – CS Sergipe 0:2 Mica (2)                                                       |
| 21 października 1979 | Colorado EC – Londrina 1:2 Tiăo Marçal - Zé Roberto, Paulinho                                |
| 23 października 1979 | Colorado EC – AA Anapolina 3:2 Tiăo Marçal, Jorge Nobre, Zé Carlos - Nei, Zé Carlos Paulista |
| 25 października 1979 | AD Confiança – Novo Hamburgo 1:0 Luís Carlos                                                 |
| 25 października 1979 | Avaí FC – CS Sergipe 0:2 Valdo, Mica                                                         |
| 28 października 1979 | Novo Hamburgo – EC Juventude 1:1 Passos - Cacau                                              |
| 28 października 1979 | AA Anapolina – Goiânia 2:1 Nei, Zé Carlos Paulista - Nivaldo                                 |
| 28 października 1979 | CS Sergipe – Colorado EC 1:1 Mica - Helinho                                                  |
| 28 października 1979 | Joinville – Avaí FC 3:2 Vágner, Paulinho, Vargas - Dirceu, Veiga                             |
| 1 listopada 1979     | Goiânia – Londrina 0:1 Éverton                                                               |
| 1 listopada 1979     | AD Confiança – Joinville 1:3 Deca - Vargas (2), Lico                                         |
| 3 listopada 1979     | Londrina – EC Juventude 1:1 Alcione - Lula                                                   |
| 3 listopada 1979     | CS Sergipe – Joinville 2:1 Mica, Zé Carlos - Paulinho                                        |
| 3 listopada 1979     | Colorado EC – Goiânia 2:0 Buiăo, Osmarzinho                                                  |
| 3 listopada 1979     | AA Anapolina – AD Confiança 4:0 Zé Carlos Paulista(2), Jorge Cruz, Nei                       |
| 3 listopada 1979     | Novo Hamburgo – Avaí FC 1:1 Itamar - Júlio César                                             |

##### Tabela grupy A
| Poz | Klub          | Mecze | Zw | Rem | Por | Pkt | BrZd | BrStr |
| --- | ------------- | ----- | -- | --- | --- | --- | ---- | ----- |
| 1   | Londrina      | 9     | 4  | 4   | 1   | 12  | 10   | 7     |
| 2   | Colorado EC   | 9     | 4  | 4   | 1   | 12  | 10   | 6     |
| 3   | AA Anapolina  | 9     | 5  | 0   | 4   | 10  | 13   | 9     |
| 4   | Joinville     | 9     | 4  | 2   | 3   | 10  | 12   | 8     |
| 5   | EC Juventude  | 9     | 3  | 4   | 2   | 10  | 12   | 9     |
| 6   | CS Sergipe    | 9     | 3  | 4   | 2   | 10  | 10   | 9     |
| 7   | Novo Hamburgo | 9     | 2  | 4   | 3   | 8   | 4    | 7     |
| 8   | Goiânia       | 9     | 2  | 3   | 4   | 7   | 6    | 9     |
| 9   | AD Confiança  | 9     | 2  | 2   | 5   | 6   | 7    | 15    |
| 10  | Avaí FC       | 9     | 0  | 5   | 4   | 5   | 9    | 14    |

#### Grupa B

##### Mecze chronologicznie
| Data                 | Mecz |
| -------------------- | --- |
| 23 września 1979     | Colatina – Brasil Pelotas 0:0 |
| 23 września 1979     | Caxias – AA Caldense 0:1 Natal |
| 23 września 1979     | Grêmio Maringá – Desportiva Cariacica 2:0 Negunho, Zé Carlos Amaral |
| 26 września 1979     | SC São Paulo – Desportiva Cariacica 1:2 Dario s - Dario, Cacildo |
| 26 września 1979     | Grêmio Maringá – AA Caldense 3:2 Jaci, Sapuca, Bugrăo - Natal, Márcio |
| 26 września 1979     | Operário Ferroviário EC – Brasil Pelotas 1:1 Líder - Flecha |
| 28 września 1979     | Grêmio Maringá – Caxias 0:0 |
| 29 września 1979     | Desportiva Cariacica – Chapecoense 0:0 |
| 30 września 1979     | Criciúma – Operário Ferroviário EC 4:0 Helinho (2), Ademir, Naldo |
| 30 września 1979     | Brasil Pelotas – Grêmio Maringá 0:0 |
| 30 września 1979     | Colatina – SC São Paulo 0:1 Soares |
| 3 października 1979  | Criciúma – AA Caldense 2:0 Edvaldo, Pradera |
| 3 października 1979  | Colatina – Chapecoense 1:1 Advalter - Jorge |
| 3 października 1979  | SC São Paulo – Grêmio Maringá 1:1 Paulo Ferro - Paulo César |
| 3 października 1979  | Caxias – Operário Ferroviário EC 3:0 Lutércio, Ademir, Morse |
| 6 października 1979  | Desportiva Cariacica – Operário Ferroviário EC 2:0 Zuza, Dario |
| 6 października 1979  | AA Caldense – SC São Paulo 1:0 Mirandinha |
| 6 października 1979  | Criciúma – Caxias 0:0 |
| 10 października 1979 | Grêmio Maringá – Colatina 2:0 Hamílton, Zé Carlos Amaral |
| 10 października 1979 | Caxias – Brasil Pelotas 0:0 |
| 10 października 1979 | Chapecoense – SC São Paulo 1:2 Claudinho - Motor, Joăo Carlos |
| 14 października 1979 | AA Caldense – Chapecoense 2:0 Baiano, Paulo Roberto |
| 14 października 1979 | Operário Ferroviário EC – Colatina 1:0 Dagoberto |
| 14 października 1979 | Brasil Pelotas – Criciúma 3:0 Valdeci, Flecha, Édson |
| 17 października 1979 | Brasil Pelotas – AA Caldense 2:0 Renato Cogo, Flecha |
| 17 października 1979 | Desportiva Cariacica – Criciúma 1:0 Célio |
| 17 października 1979 | Colatina – Caxias 0:1 Evaldo |
| 17 października 1979 | Chapecoense – Grêmio Maringá 2:3 Loreno, Barbieri - Décio s, Itamar, Paulo César |
| 20 października 1979 | Criciúma – Colatina 0:1 Luís Carlos |
| 20 października 1979 | Brasil Pelotas – Desportiva Cariacica 1:1 Jorge Luís - Zuza |
| 20 października 1979 | SC São Paulo – Caxias 2:1 Rubenval, Toquinho - Clóvis |
| 21 października 1979 | Operário Ferroviário EC – Chapecoense 1:0 Paulo Borges |
| 23 października 1979 | Criciúma – SC São Paulo 2:1 Serrano, Helinho - Toquinho |
| 23 października 1979 | Operário Ferroviário EC – Grêmio Maringá 0:2 Zé Carlos Amaral, Sapuca |
| 23 października 1979 | Desportiva Cariacica – AA Caldense 2:0 Célio, Zezinho |
| 25 października 1979 | Caxias – Chapecoense 5:1 Zé Guimaraes (2), Zezinho, Jerônimo, Flávio - Barbiéri |
| 28 października 1979 | Colatina – Desportiva Cariacica 0:0 |
| 28 października 1979 | SC São Paulo – Brasil Pelotas 1:1 Toquinho - Jorge Luís |
| 28 października 1979 | AA Caldense – Operário Ferroviário EC 1:0 Natal |
| 28 października 1979 | Chapecoense – Criciúma 0:1 Laerte |
| 3 listopada 1979     | Grêmio Maringá – Criciúma 2:0 Itamar (2) |
| 3 listopada 1979     | Chapecoense – Brasil Pelotas 1:1 Claudinho - Flecha |
| 3 listopada 1979     | Desportiva Cariacica – Caxias 2:1 Zé Rios, Zezinho - Davi |
| 3 listopada 1979     | AA Caldense – Colatina 3:0 Armando, Mirandinha, Natal |
| 3 listopada 1979     | SC São Paulo – Operário Ferroviário EC walkower Paquito mecz przerwany w 85 minucie przy stanie 0:1 dla Operário, gdyż w zespole Operário pozostało tylko 6 graczy - zweryfikowany na walkower dla klubu São Paulo (wynik nie zmieniony, ale 2 punkty przyznano klubowi São Paulo) |

##### Tabela grupy B
| Poz | Klub                    | Mecze | Zw | Rem | Por | Pkt | BrZd | BrStr |
| --- | ----------------------- | ----- | -- | --- | --- | --- | ---- | ----- |
| 1   | Grêmio Maringá          | 9     | 6  | 3   | 0   | 15  | 15   | 5     |
| 2   | Desportiva Cariacica    | 9     | 5  | 3   | 1   | 13  | 10   | 5     |
| 3   | Brasil Pelotas          | 9     | 2  | 7   | 0   | 11  | 9    | 4     |
| 4   | AA Caldense             | 9     | 5  | 0   | 4   | 10  | 10   | 9     |
| 5   | SC São Paulo            | 9     | 4  | 2   | 3   | 10  | 9    | 9     |
| 6   | Criciúma                | 9     | 4  | 1   | 4   | 9   | 9    | 8     |
| 7   | Caxias                  | 9     | 3  | 3   | 3   | 9   | 11   | 6     |
| 8   | Operário Ferroviário EC | 9     | 2  | 1   | 6   | 5   | 3    | 13    |
| 9   | Colatina                | 9     | 1  | 3   | 5   | 5   | 2    | 9     |
| 10  | Chapecoense             | 9     | 0  | 3   | 6   | 3   | 6    | 16    |

#### Grupa C

##### Mecze chronologicznie
| Data                 | Mecz                                                                                    |
| -------------------- | --------------------------------------------------------------------------------------- |
| 23 września 1979     | Operário Várzea Grande – Brasília 3:0 Mosca, Ernâni, Ramón                              |
| 23 września 1979     | Itumbiara – CR Guará Brasília 3:1 Wílson, Roberto, Joãozinho - Edvaldo                  |
| 23 września 1979     | SE Gama – Atlético Goianiense 4:3 Robertinho (2), Péricles (2) – Reinaldo (2), Gilberto |
| 26 września 1979     | Mixto EC – CR Guará Brasília 3:0 Bife (2), Gonçalves                                    |
| 26 września 1979     | Atlético Goianiense – EC Comercial 4:1 Celso, Alcino, Érico, Tostăo - Corisco           |
| 30 września 1979     | Mixto EC – Itumbiara 1:0 Toninho Campos                                                 |
| 30 września 1979     | EC Comercial – Operário Várzea Grande 0:1                                               |
| 30 września 1979     | Brasília – CR Guará Brasília 1:0 Flávio                                                 |
| 3 października 1979  | Brasília – EC Comercial 2:2 Julinho (2) – Daniel, Reacir                                |
| 3 października 1979  | SE Gama – Itabuna 1:0 Péricles                                                          |
| 3 października 1979  | Atlético Goianiense – Operário Várzea Grande 2:2 Alcino (2) – Gérson Lopes, Ruiter      |
| 3 października 1979  | Fluminense de Feira FC – CR Guará Brasília 1:1 Edinho - Paulo                           |
| 6 października 1979  | Itabuna – Mixto EC 0:1 Bife                                                             |
| 6 października 1979  | Atlético Goianiense – CR Guará Brasília 3:0 Darci Meneses, Barrinha, Alcino             |
| 6 października 1979  | Itumbiara – SE Gama 1:0 Roberto                                                         |
| 6 października 1979  | EC Comercial – Fluminense de Feira FC 2:0 Daniel, Trajano                               |
| 10 października 1979 | Operário Várzea Grande – Fluminense de Feira FC 1:0 Gérson Lopes                        |
| 11 października 1979 | SE Gama – Mixto EC 2:1 Roldăo, Santana - Marquinhos                                     |
| 11 października 1979 | Itumbiara – Itabuna 1:1 Serginho - Chiquinho                                            |
| 14 października 1979 | SE Gama – CR Guará Brasília 2:0 Fantato, Santana                                        |
| 14 października 1979 | Mixto EC – Operário Várzea Grande 4:3 Bife(3), Marcinho - Gérson Lopes (2), Ernâni      |
| 14 października 1979 | Fluminense de Feira FC – Atlético Goianiense 1:0 Darla                                  |
| 14 października 1979 | Itabuna – EC Comercial 1:1 Zé Carlos - Corisco                                          |
| 14 października 1979 | Itumbiara – Brasília 2:1 Joãozinho, Serginho - Flávio                                   |
| 17 października 1979 | Itabuna – Atlético Goianiense 1:0 Chiquinho                                             |
| 17 października 1979 | EC Comercial – Mixto EC 2:0 Válter, Trajano                                             |
| 17 października 1979 | Operário Várzea Grande – SE Gama 0:0                                                    |
| 17 października 1979 | Fluminense de Feira FC – Itumbiara 1:0 Zé Raimundo                                      |
| 20 października 1979 | Brasília – Mixto EC 2:1 Williams, Edmar - Bife                                          |
| 20 października 1979 | EC Comercial – SE Gama 3:1 Laerte (2), Brecha - Roldăo                                  |
| 20 października 1979 | Atlético Goianiense – Itumbiara 3:2 Darci Meneses, Gilberto, Bugre - Wílson, Roberto    |
| 21 października 1979 | Operário Várzea Grande – Itabuna 1:4 Gérson Lopes - Silvinho (3), Chiquinho             |
| 23 października 1979 | Atlético Goianiense – Brasília 2:1 Alcino (2) – Williams                                |
| 25 października 1979 | Itumbiara – Operário Várzea Grande 1:0 Wílson                                           |
| 25 października 1979 | Itabuna – CR Guará Brasília 0:0                                                         |
| 25 października 1979 | Mixto EC – Fluminense de Feira FC 1:1 Gonçalves - Reginaldo                             |
| 28 października 1979 | SE Gama – Brasília 4:1 Péricles (2), Fantato, Roldăo - Edu                              |
| 28 października 1979 | Itabuna – Fluminense de Feira FC 1:0 Chiquinho                                          |
| 1 listopada 1979     | Fluminense de Feira FC – Brasília 1:0 Sabino                                            |
| 3 listopada 1979     | Brasília – Itabuna 3:2 Vilmar, Banana, Williams - Zé Carlos (2)                         |
| 3 listopada 1979     | Mixto EC – Atlético Goianiense 2:0 Bife, Gonçalves                                      |
| 3 listopada 1979     | Fluminense de Feira FC – SE Gama 0:0                                                    |
| 3 listopada 1979     | EC Comercial – Itumbiara 3:1 Anderson (2), Ninho - Maurinho                             |
| 3 listopada 1979     | CR Guará Brasília – Operário Várzea Grande 0:1 Luiz Cláudio                             |
| ??                   | EC Comercial – CR Guará Brasília meczu nie rozegrano                                    |

##### Tabela grupy C
| Poz | Klub                   | Mecze | Zw | Rem | Por | Pkt | BrZd | BrStr |
| --- | ---------------------- | ----- | -- | --- | --- | --- | ---- | ----- |
| 1   | SE Gama                | 9     | 5  | 2   | 2   | 12  | 14   | 9     |
| 2   | Mixto EC               | 9     | 5  | 1   | 3   | 11  | 14   | 10    |
| 3   | EC Comercial           | 8     | 4  | 2   | 2   | 10  | 14   | 10    |
| 4   | Operário Várzea Grande | 9     | 4  | 2   | 3   | 10  | 12   | 11    |
| 5   | Atlético Goianiense    | 9     | 4  | 1   | 4   | 9   | 17   | 14    |
| 6   | Itumbiara              | 9     | 4  | 1   | 4   | 9   | 11   | 11    |
| 7   | Itabuna                | 9     | 3  | 3   | 3   | 9   | 10   | 8     |
| 8   | Fluminense de Feira FC | 9     | 3  | 3   | 3   | 9   | 5    | 6     |
| 9   | Brasília               | 9     | 3  | 1   | 5   | 7   | 11   | 17    |
| 10  | CR Guará Brasília      | 8     | 0  | 2   | 6   | 2   | 2    | 14    |

#### Grupa D

##### Mecze chronologicznie
| Data                 | Mecz                                                                                        |
| -------------------- | ------------------------------------------------------------------------------------------- |
| 22 września 1979     | Tuna Luso Brasileira – Treze FC 2:0 Adílton, Puma                                           |
| 22 września 1979     | Villa Nova AC – Paysandu SC 2:0 Aguillar(2)                                                 |
| 25 września 1979     | América Mineiro – Paysandu SC 2:0 Luís Carlos Gaúcho, Maneca                                |
| 25 września 1979     | Tuna Luso Brasileira – Botafogo João Pessoa 2:2 Puma (2) – Magno (2)                        |
| 25 września 1979     | Villa Nova AC – Treze FC 1:0 Aguillar                                                       |
| 30 września 1979     | Campinense Clube – Rio Negro Manaus 2:0 Joãozinho Paulista, Mazinho                         |
| 30 września 1979     | Campo Grande Rio de Janeiro – América Mineiro 1:0 Luís Carlos                               |
| 30 września 1979     | Botafogo João Pessoa – Nacional Fast Clube 3:0 Vandinho, Hélio, Noé Silva                   |
| 3 października 1979  | América Mineiro – Rio Negro Manaus 3:2 Gilmarzinho, Maneca, Vágner - Orlandinho, Marquinhos |
| 3 października 1979  | Campo Grande Rio de Janeiro – Paysandu SC 2:1 Luís Carlos, César - Dario                    |
| 4 października 1979  | Nacional Fast Clube – Villa Nova AC 0:1 Elísio                                              |
| 6 października 1979  | Campo Grande Rio de Janeiro – Tuna Luso Brasileira 3:0 Luís Cláudio, Rocha, Zé Dias         |
| 6 października 1979  | Botafogo João Pessoa – Treze FC 0:1 Dadá                                                    |
| 6 października 1979  | Campinense Clube – Nacional Fast Clube 3:0 Hélcio Jacaré, Mazinho, Gabriel                  |
| 6 października 1979  | Rio Negro Manaus – Villa Nova AC 0:1 Elísio                                                 |
| 10 października 1979 | Botafogo João Pessoa – Campinense Clube 2:0 Noé Silva, Magno                                |
| 10 października 1979 | Nacional Fast Clube – América Mineiro 1:3 Marcăo - Luís Carlos Gaúcho (2), Amauri           |
| 13 października 1979 | Paysandu SC – Tuna Luso Brasileira 1:0 Roberto Bacuri                                       |
| 13 października 1979 | Rio Negro Manaus – Campo Grande Rio de Janeiro 0:0                                          |
| 13 października 1979 | Campinense Clube – Treze FC 1:0 Alberi                                                      |
| 17 października 1979 | Treze FC – Rio Negro Manaus 3:1 Gil (2), Dadá - Piau                                        |
| 17 października 1979 | América Mineiro – Villa Nova AC 0:0                                                         |
| 17 października 1979 | Campo Grande Rio de Janeiro – Campinense Clube 1:0 Luís Carlos                              |
| 17 października 1979 | Paysandu SC – Botafogo João Pessoa 4:2 Roberto Bacuri (3), André - Noé Silva, Cabral        |
| 17 października 1979 | Nacional Fast Clube – Tuna Luso Brasileira 3:2 Gordinho (2), Orange - Paulo César, Adílton  |
| 20 października 1979 | América Mineiro – Botafogo João Pessoa 3:0                                                  |
| 20 października 1979 | Nacional Fast Clube – Paysandu SC 1:1 Gordinho - Patrulheiro                                |
| 20 października 1979 | Villa Nova AC – Campinense Clube 0:0                                                        |
| 20 października 1979 | Rio Negro Manaus – Tuna Luso Brasileira 1:4                                                 |
| 21 października 1979 | Treze FC – Campo Grande Rio de Janeiro 2:0 Dadá, Messias                                    |
| 23 października 1979 | Nacional Fast Clube – Rio Negro Manaus 3:1 Ronaldo (2), Carioca - Almeida                   |
| 23 października 1979 | Tuna Luso Brasileira – Villa Nova AC 0:1 Guta                                               |
| 23 października 1979 | Botafogo João Pessoa – Campo Grande Rio de Janeiro 2:0 Magno, Hélio                         |
| 25 października 1979 | Paysandu SC – Treze FC 2:2 Eider, Nílson - Porto, Dadá                                      |
| 25 października 1979 | Campinense Clube – América Mineiro 0:1 Luís Carlos Gaúcho                                   |
| 27 października 1979 | Tuna Luso Brasileira – América Mineiro 2:1 Edinho, Adílton - Maneca                         |
| 28 października 1979 | Treze FC – Nacional Fast Clube 6:1 Adelmo (2), Danilo (2), Messias, Levi - Orange           |
| 28 października 1979 | Rio Negro Manaus – Botafogo João Pessoa 0:0                                                 |
| 1 listopada 1979     | Paysandu SC – Campinense Clube 0:1 Gabriel                                                  |
| 1 listopada 1979     | Villa Nova AC – Campo Grande Rio de Janeiro 1:2 Aguillar - Valdo, Zé Dias                   |
| 3 listopada 1979     | Botafogo João Pessoa – Villa Nova AC 4:2 Hélio (2), Noé Silva, Cabral - Jurandi, Aguillar   |
| 3 listopada 1979     | Campinense Clube – Tuna Luso Brasileira 1:0 Joãozinho Paulista                              |
| 3 listopada 1979     | Campo Grande Rio de Janeiro – Nacional Fast Clube 0:0                                       |
| 3 listopada 1979     | América Mineiro – Treze FC 2:1 Vágner (2) – Wílson                                          |
| 3 listopada 1979     | Paysandu SC – Rio Negro Manaus 1:2 Roberto Bacuri - Tuiúca, Zezinho Macapá                  |

##### Tabela grupy D
| Poz | Klub                        | Mecze | Zw | Rem | Por | Pkt | BrZd | BrStr |
| --- | --------------------------- | ----- | -- | --- | --- | --- | ---- | ----- |
| 1   | América Mineiro             | 9     | 6  | 1   | 2   | 13  | 15   | 7     |
| 2   | Campo Grande Rio de Janeiro | 9     | 5  | 2   | 2   | 12  | 9    | 6     |
| 3   | Villa Nova AC               | 9     | 5  | 2   | 2   | 12  | 9    | 6     |
| 4   | Campinense Clube            | 9     | 5  | 1   | 3   | 11  | 8    | 4     |
| 5   | Botafogo João Pessoa        | 9     | 4  | 2   | 3   | 10  | 15   | 12    |
| 6   | Treze FC                    | 9     | 4  | 1   | 4   | 9   | 15   | 10    |
| 7   | Tuna Luso Brasileira        | 9     | 3  | 1   | 5   | 7   | 12   | 13    |
| 8   | Nacional Fast Clube         | 9     | 2  | 2   | 5   | 6   | 9    | 20    |
| 9   | Paysandu SC                 | 9     | 2  | 2   | 5   | 6   | 10   | 14    |
| 10  | Rio Negro Manaus            | 9     | 1  | 2   | 6   | 4   | 7    | 17    |

#### Grupa E

##### Mecze chronologicznie
| Data                 | Mecz                                                                                  |
| -------------------- | ------------------------------------------------------------------------------------- |
| 16 września 1979     | Ríver AC – Moto Club de São Luís 2:1 Sima (2) – Galego                                |
| 23 września 1979     | Maranhão AC – Uberlândia 1:1 Riba - Luís Roberto                                      |
| 23 września 1979     | SE Tiradentes – Sampaio Corrêa FC 1:1 Hélio Rocha - Zé Iva                            |
| 23 września 1979     | Piauí EC – Moto Club de São Luís 0:0                                                  |
| 26 września 1979     | Piauí EC – Uberlândia 0:0                                                             |
| 27 września 1979     | Náutico – Uberaba 0:1 Nei                                                             |
| 27 września 1979     | Central SC – SE Tiradentes 1:1 Domir - Hélio Rocha                                    |
| 27 września 1979     | Maranhão AC – Sampaio Corrêa FC 3:0 Riba, Jorge Santos, Jorge                         |
| 30 września 1979     | Ríver AC – Uberaba 1:2 Sima - Donizetti Cabeça, Hilton                                |
| 30 września 1979     | Uberlândia – Náutico 0:1 Silvano                                                      |
| 3 października 1979  | Moto Club de São Luís – SE Tiradentes 1:0 Bassi                                       |
| 4 października 1979  | Uberaba – Central SC 2:1 Ilton, Nei - Guiga                                           |
| 4 października 1979  | Sampaio Corrêa FC – Piauí EC 4:2 Cabecinha (2), Jorge, Queiróz - Aníbal, Batista s    |
| 6 października 1979  | Maranhão AC – Moto Club de São Luís 3:0 Osni, Riba, Djaro                             |
| 6 października 1979  | Uberaba – Uberlândia 3:1 Toinzinho, Donizeti Cabeça, Nei - Nenę Ramos                 |
| 6 października 1979  | Sampaio Corrêa FC – Ríver AC 0:0                                                      |
| 6 października 1979  | Piauí EC – SE Tiradentes 2:2 Pilinguiça, Emídio - Edílson, Vivico                     |
| 6 października 1979  | Náutico – Central SC 1:1 Valtinho - Zezinho                                           |
| 10 października 1979 | Náutico – Sampaio Corrêa FC 2:0 Valtinho, Silvano                                     |
| 10 października 1979 | Central SC – Ríver AC 1:0 Marcos Décio                                                |
| 11 października 1979 | Uberlândia – Moto Club de São Luís 2:0 Dante, Binga                                   |
| 14 października 1979 | Central SC – Maranhão AC 2:2 Zequinha, Marcos Décio - Riba, Osni                      |
| 14 października 1979 | Uberaba – Piauí EC 3:0 Luís Carlos (2), Donizetti Cabeça                              |
| 14 października 1979 | Uberlândia – Ríver AC 2:1 Mairon César, Israel - Sima                                 |
| 14 października 1979 | SE Tiradentes – Náutico 0:1 Armando                                                   |
| 17 października 1979 | Central SC – Sampaio Corrêa FC 2:0 Paulinho, Zequinha                                 |
| 17 października 1979 | Náutico – Piauí EC 2:2 Carlos Alberto Rocha (2) – Maninho (2)                         |
| 17 października 1979 | Moto Club de São Luís – Uberaba 2:0 Vandinho s, Luís Paulo                            |
| 20 października 1979 | SE Tiradentes – Ríver AC 3:1 Rogério, Hélio Rocha, Djalma - Sima                      |
| 20 października 1979 | Piauí EC – Central SC 0:2 Zito, Sanatiel s                                            |
| 21 października 1979 | Uberaba – Maranhão AC 0:1 Osni                                                        |
| 23 października 1979 | Náutico – Maranhão AC 2:3 Carlos Alberto Rocha, Tataco (own goal) – Naldo (2), Juarez |
| 23 października 1979 | Moto Club de São Luís – Central SC 2:1 Luís Paulo, Geraldo - Guiga                    |
| 23 października 1979 | Uberlândia – SE Tiradentes 4:0 Morais, Dick, Eli Mendes, Dante                        |
| 27 października 1979 | Maranhão AC – Ríver AC 1:0 Djaro                                                      |
| 28 października 1979 | Uberaba – SE Tiradentes 2:0 Nei, Toizinho                                             |
| 28 października 1979 | Sampaio Corrêa FC – Moto Club de São Luís 1:0 Adeilton                                |
| 28 października 1979 | Central SC – Uberlândia 2:0 Paulinho, Marcos Décio                                    |
| 30 października 1979 | Ríver AC – Náutico 3:1 Dario (2), Douglas s - Paulinho                                |
| 30 października 1979 | Maranhão AC – Piauí EC 1:1 Osni - Geraldo                                             |
| 1 listopada 1979     | Uberlândia – Sampaio Corrêa FC 4:1                                                    |
| 3 listopada 1979     | Náutico – Moto Club de São Luís 1:0 Valtinho                                          |
| 3 listopada 1979     | SE Tiradentes – Maranhão AC 0:3 Osni (2), Antônio Carlos                              |
| 3 listopada 1979     | Ríver AC – Piauí EC 1:1 Israel - Rodrigues                                            |
| 3 listopada 1979     | Sampaio Corrêa FC – Uberaba 0:2 Donizetti Cabeça, Toinzinho                           |

##### Tabela grupy E
| Poz | Klub                  | Mecze | Zw | Rem | Por | Pkt | BrZd | BrStr |
| --- | --------------------- | ----- | -- | --- | --- | --- | ---- | ----- |
| 1   | Maranhão AC           | 9     | 6  | 3   | 0   | 15  | 18   | 6     |
| 2   | Uberaba               | 9     | 7  | 0   | 2   | 14  | 15   | 6     |
| 3   | Central SC            | 9     | 4  | 3   | 2   | 11  | 13   | 8     |
| 4   | Uberlândia            | 9     | 4  | 2   | 3   | 10  | 14   | 9     |
| 5   | Náutico               | 9     | 4  | 2   | 3   | 10  | 11   | 10    |
| 6   | Moto Club de São Luís | 9     | 3  | 1   | 5   | 7   | 6    | 10    |
| 7   | Sampaio Corrêa FC     | 9     | 2  | 2   | 5   | 6   | 7    | 16    |
| 8   | Ríver AC              | 9     | 1  | 4   | 4   | 6   | 9    | 12    |
| 9   | Piauí EC              | 9     | 0  | 6   | 3   | 6   | 8    | 15    |
| 10  | SE Tiradentes         | 9     | 1  | 3   | 5   | 5   | 7    | 16    |

#### Grupa F

##### Mecze chronologicznie
| Data                 | Mecz                                                                       |
| -------------------- | -------------------------------------------------------------------------- |
| 23 września 1979     | AS Arapiraquense – Itabaiana 1:0 Carioca                                   |
| 25 września 1979     | ACD Potiguar – CS Alagoano 0:0                                             |
| 25 września 1979     | ABC FC – Clube de Regatas Brasil 4:2 Dentinho (3), Berg - Enéias, Alberto  |
| 25 września 1979     | Fortaleza – Ferroviário AC 0:0                                             |
| 30 września 1979     | ACD Potiguar – Ferroviário AC 1:2 Xavier - Dedé, Jacinto                   |
| 30 września 1979     | América Natal – AS Arapiraquense 2:0 Iva, Oliveira                         |
| 30 września 1979     | ABC FC – Fortaleza 1:0 Carpinelli                                          |
| 30 września 1979     | Itabaiana – Clube de Regatas Brasil 2:0 Nílson, Damiăo                     |
| 3 października 1979  | AS Arapiraquense – Clube de Regatas Brasil 1:1 Joãozinho - Enéias          |
| 3 października 1979  | Itabaiana – Fortaleza 3:1 Geraldo José, Misso, Damiăo - Rôner              |
| 3 października 1979  | ACD Potiguar – ABC FC 1:1 Nego Chico - Joel                                |
| 3 października 1979  | América Natal – CS Alagoano 2:1 Marinho (2) – Almir                        |
| 6 października 1979  | CS Alagoano – AS Arapiraquense 2:1 Aílton, Gilmar - Freitas                |
| 6 października 1979  | Fortaleza – ACD Potiguar 0:1 Wellington                                    |
| 6 października 1979  | Clube de Regatas Brasil – AD Leônico 1:0 Patinha                           |
| 6 października 1979  | Ferroviário AC – Itabaiana 1:1 Jacinto - Damiăo                            |
| 6 października 1979  | ABC FC – América Natal 1:0 Dentinho                                        |
| 10 października 1979 | CS Alagoano – AD Leônico 2:1 Ęnio, Gilmar - Zé Eduardo                     |
| 14 października 1979 | AS Arapiraquense – Ferroviário AC 0:2 Jacinto, Dedeu                       |
| 14 października 1979 | CS Alagoano – Clube de Regatas Brasil 1:0 Almir                            |
| 14 października 1979 | ACD Potiguar – América Natal 1:0 Ubirani                                   |
| 14 października 1979 | ABC FC – Itabaiana 1:1 Paulinho - Ricardo                                  |
| 14 października 1979 | Fortaleza – AD Leônico 3:1 Osvaldinho (2), Florisvaldo - Luís Ferreira     |
| 17 października 1979 | Clube de Regatas Brasil – América Natal 1:0 Jorge da Sorte                 |
| 17 października 1979 | AS Arapiraquense – Fortaleza 2:0 Marcos Itabaiana, Freitas                 |
| 17 października 1979 | Itabaiana – ACD Potiguar 0:0                                               |
| 17 października 1979 | AD Leônico – ABC FC 1:0 Chiquinho                                          |
| 17 października 1979 | Ferroviário AC – CS Alagoano 1:1 Babá - Odilon                             |
| 20 października 1979 | Itabaiana – América Natal 1:0 Ricardo                                      |
| 20 października 1979 | ABC FC – AS Arapiraquense 1:2                                              |
| 20 października 1979 | Ferroviário AC – Clube de Regatas Brasil 0:0                               |
| 20 października 1979 | AD Leônico – ACD Potiguar 2:0 Tinteiro, Jacozinho                          |
| 21 października 1979 | CS Alagoano – Fortaleza 3:0 Almir (2), Jorge Siri                          |
| 23 października 1979 | AD Leônico – América Natal 4:0 Jacozinho (2), Renato, Chiquinho            |
| 28 października 1979 | Clube de Regatas Brasil – ACD Potiguar 3:0 Enéias, Luís Bacurau, Silva     |
| 28 października 1979 | AS Arapiraquense – AD Leônico 2:1 Geraldo Moreira, Esquerdinha - Chiquinho |
| 28 października 1979 | Ferroviário AC – ABC FC 0:3 Danilo Meneses(2), Paulinho                    |
| 30 października 1979 | Itabaiana – CS Alagoano 2:1 Ricardo, Aílton - Ęnio                         |
| 30 października 1979 | Fortaleza – América Natal 3:1 Bosco(2), Chiquinho - Marinho                |
| 1 listopada 1979     | AD Leônico – Ferroviário AC 1:0 Macedo                                     |
| 3 listopada 1979     | Fortaleza – Clube de Regatas Brasil 0:0                                    |
| 3 listopada 1979     | AD Leônico – Itabaiana 1:0 Bira                                            |
| 3 listopada 1979     | América Natal – Ferroviário AC 0:0                                         |
| 3 listopada 1979     | ACD Potiguar – AS Arapiraquense 1:2 Chico Alves - Freitas, Esquerdinha     |
| 3 listopada 1979     | CS Alagoano – ABC FC 3:1 Almir (2), Ęnio - Danilo Meneses                  |

##### Tabela grupy F
| Poz | Klub                    | Mecze | Zw | Rem | Por | Pkt | BrZd | BrStr |
| --- | ----------------------- | ----- | -- | --- | --- | --- | ---- | ----- |
| 1   | CS Alagoano             | 9     | 5  | 2   | 2   | 12  | 14   | 8     |
| 2   | AS Arapiraquense        | 9     | 5  | 1   | 3   | 11  | 11   | 10    |
| 3   | Itabaiana               | 9     | 4  | 3   | 2   | 11  | 10   | 6     |
| 4   | AD Leônico              | 9     | 5  | 0   | 4   | 10  | 12   | 8     |
| 5   | ABC FC                  | 9     | 4  | 2   | 3   | 10  | 13   | 10    |
| 6   | Clube de Regatas Brasil | 9     | 3  | 3   | 3   | 9   | 8    | 8     |
| 7   | Ferroviário AC          | 9     | 2  | 5   | 2   | 9   | 6    | 7     |
| 8   | ACD Potiguar            | 9     | 2  | 3   | 4   | 7   | 5    | 10    |
| 9   | Fortaleza               | 9     | 2  | 2   | 5   | 6   | 7    | 12    |
| 10  | América Natal           | 9     | 2  | 1   | 6   | 5   | 5    | 12    |

#### Grupa G

##### Mecze chronologicznie
| Data                 | Mecz                                                                                     |
| -------------------- | ---------------------------------------------------------------------------------------- |
| 23 września 1979     | Athletico Paranaense – SC Internacional 0:0                                              |
| 23 września 1979     | Grêmio Porto Alegre – Coritiba FBC 4:1 Baltasar (2), Nardela, Vantuir - Luís Freire      |
| 23 września 1979     | Operário FC – Rio Branco AC 4:0 Baianinho (2), Arthur (2)                                |
| 26 września 1979     | Grêmio Porto Alegre – Sport Recife 4:0 Baltasar (3), Leandro                             |
| 26 września 1979     | Athletico Paranaense – Operário FC 0:2 Alberneir, Baianinho                              |
| 26 września 1979     | Santa Cruz FC – SC Internacional 1:2 Joãozinho - Bira, Adílson                           |
| 30 września 1979     | SC Internacional – Figueirense FC 1:0 Casagrande s                                       |
| 30 września 1979     | Santa Cruz FC – Coritiba FBC 0:0                                                         |
| 30 września 1979     | Rio Branco AC – Grêmio Porto Alegre 0:0                                                  |
| 3 października 1979  | Sport Recife – Figueirense FC 2:2 Roberto, Pita - Cabral, Édson                          |
| 3 października 1979  | Operário FC – Grêmio Porto Alegre 0:3 Baltasar, Édson, Tarciso                           |
| 3 października 1979  | Rio Branco AC – Athletico Paranaense 1:1 Da Silva - Rota                                 |
| 6 października 1979  | Rio Branco AC – Sport Recife 2:0 Jonas, Da Silva                                         |
| 6 października 1979  | Coritiba FBC – Athletico Paranaense 1:1 Serginho - Flavinho                              |
| 6 października 1979  | America FC – Operário FC 3:0 César (2), Silvinho                                         |
| 6 października 1979  | SC Internacional – Grêmio Porto Alegre 1:0 Jair                                          |
| 10 października 1979 | America FC – Rio Branco AC 3:1 Nélson Borges, Uchoa, Daniel s - Da Silva                 |
| 11 października 1979 | Sport Recife – SC Internacional 0:3 Jair (2), Adílson                                    |
| 13 października 1979 | Athletico Paranaense – Santa Cruz FC 0:1 Cidinho                                         |
| 13 października 1979 | Coritiba FBC – SC Internacional 0:3 Jair (2), Adílson                                    |
| 14 października 1979 | Figueirense FC – Operário FC 0:0                                                         |
| 14 października 1979 | Grêmio Porto Alegre – America FC 1:3 Nardela - César (2), Silvinho                       |
| 17 października 1979 | Grêmio Porto Alegre – Santa Cruz FC 1:0 Paulo César                                      |
| 17 października 1979 | America FC – Figueirense FC 1:0 Silvinho                                                 |
| 17 października 1979 | Operário FC – Coritiba FBC 2:0 Zé Luís, Arthur                                           |
| 18 października 1979 | Sport Recife – Athletico Paranaense 2:2 Didi Duarte, Roberto - Joăo Carlos, Rota         |
| 20 października 1979 | Coritiba FBC – Rio Branco AC 1:1 Freitas - Da Silva                                      |
| 20 października 1979 | Santa Cruz FC – Sport Recife 0:1                                                         |
| 20 października 1979 | SC Internacional – America FC 1:1 Chico Spina - Léo Oliveira                             |
| 21 października 1979 | Figueirense FC – Grêmio Porto Alegre 2:1 Paulo Taborda, Vantuir s - Baltasar             |
| 23 października 1979 | Rio Branco AC – Figueirense FC 1:1 Jonas - Cabral                                        |
| 25 października 1979 | Santa Cruz FC – America FC 1:0 Deinha                                                    |
| 25 października 1979 | Athletico Paranaense – Grêmio Porto Alegre 1:0 Rota                                      |
| 25 października 1979 | Operário FC – Sport Recife 1:0 Biluca                                                    |
| 28 października 1979 | Coritiba FBC – Figueirense FC 1:0 Duílio                                                 |
| 28 października 1979 | Sport Recife – America FC 0:2 Léo Oliveira, Silvinho                                     |
| 28 października 1979 | SC Internacional – Rio Branco AC 5:1                                                     |
| 28 października 1979 | Operário FC – Santa Cruz FC 0:5 Joãozinho, Biluca s, Deinha, Betinho, Givanildo          |
| 30 października 1979 | Coritiba FBC – Sport Recife 2:0 Freitas, Luís Freire                                     |
| 30 października 1979 | Figueirense FC – Santa Cruz FC 1:1 Cabral - Paulo César                                  |
| 1 listopada 1979     | America FC – Athletico Paranaense 1:3 César - Rota (2), Evans                            |
| 3 listopada 1979     | America FC – Coritiba FBC 3:0 Merica, Nélson Borges, Silvinho                            |
| 3 listopada 1979     | Santa Cruz FC – Rio Branco AC 3:3 Cidinho, Paulo César, Joãozinho - Baiano (2), Da Silva |
| 3 listopada 1979     | Figueirense FC – Athletico Paranaense 1:0 Marquinhos                                     |
| 3 listopada 1979     | SC Internacional – Operário FC 2:2 Mário, Joăo Carlos - Mauro s, Tadeu Santos            |

##### Tabela grupy G
| Poz | Klub                 | Mecze | Zw | Rem | Por | Pkt | BrZd | BrStr |
| --- | -------------------- | ----- | -- | --- | --- | --- | ---- | ----- |
| 1   | SC Internacional     | 9     | 6  | 3   | 0   | 15  | 18   | 5     |
| 2   | America FC           | 9     | 6  | 1   | 2   | 13  | 17   | 7     |
| 3   | Operário FC          | 9     | 4  | 2   | 3   | 10  | 11   | 13    |
| 4   | Grêmio Porto Alegre  | 9     | 4  | 1   | 4   | 9   | 14   | 8     |
| 5   | Santa Cruz FC        | 9     | 3  | 3   | 3   | 9   | 12   | 8     |
| 6   | Athletico Paranaense | 9     | 2  | 4   | 3   | 8   | 8    | 9     |
| 7   | Figueirense FC       | 9     | 2  | 4   | 3   | 8   | 7    | 8     |
| 8   | Coritiba FBC         | 9     | 2  | 3   | 4   | 7   | 6    | 14    |
| 9   | Rio Branco AC        | 9     | 1  | 5   | 3   | 7   | 10   | 18    |
| 10  | Sport Recife         | 9     | 1  | 2   | 6   | 4   | 5    | 18    |

#### Grupa H

##### Mecze chronologicznie
| Data                 | Mecz                                                                              |
| -------------------- | --------------------------------------------------------------------------------- |
| 23 września 1979     | Clube do Remo – CE Dom Bosco 1:2 Jaci - Adílson, Jorge Nei                        |
| 23 września 1979     | Vila Nova FC – Cruzeiro EC 0:1 Mauro                                              |
| 23 września 1979     | Atlético Mineiro – Goiás EC 0:0                                                   |
| 27 września 1979     | CE Dom Bosco – Goiás EC 0:1 Chiquito                                              |
| 30 września 1979     | Cruzeiro EC – CE Dom Bosco 1:1 Roberto César - Jorge Nei                          |
| 30 września 1979     | Vila Nova FC – Clube do Remo 2:1 Puruca (2) – Mesquita                            |
| 30 września 1979     | Nacional FC – Atlético Mineiro 0:0                                                |
| 3 października 1979  | Nacional FC – EC Vitória 0:0                                                      |
| 3 października 1979  | Ceará SC – Clube do Remo 4:1 Geraldinho (2), Darci, Ivanir - Darci (own goal)     |
| 3 października 1979  | EC Bahia – CE Dom Bosco 2:1 Dil, Douglas - Adílson                                |
| 4 października 1979  | Goiás EC – Cruzeiro EC 3:1 Pastoril, Éber, Ramón - Roberto César                  |
| 4 października 1979  | Atlético Mineiro – Vila Nova FC 0:0                                               |
| 6 października 1979  | Atlético Mineiro – Cruzeiro EC 1:1 Reinaldo - Joãozinho                           |
| 6 października 1979  | EC Bahia – EC Vitória 1:2 Botelho - Pita (2)                                      |
| 6 października 1979  | Clube do Remo – Nacional FC 3:0 Mesquita (2), Jaci                                |
| 6 października 1979  | Vila Nova FC – Goiás EC 2:1 Puruca (2) – Pastoril                                 |
| 6 października 1979  | CE Dom Bosco – Ceará SC 2:5 Bargas (2) – Geraldinho (2), Devanir (2), Edmar       |
| 10 października 1979 | EC Vitória – Vila Nova FC 0:0                                                     |
| 10 października 1979 | Cruzeiro EC – Clube do Remo 3:0 Joãozinho, Roberto César, Mauro                   |
| 10 października 1979 | Ceará SC – EC Bahia 3:1 Tércio, Aluísio, Ivanir - Bezerra                         |
| 11 października 1979 | Goiás EC – Nacional FC 2:0 Éber (2)                                               |
| 14 października 1979 | Nacional FC – EC Bahia 1:0 Édson                                                  |
| 14 października 1979 | Atlético Mineiro – Ceará SC 3:1 Jangada s, Toninho Cerezo, Rômulo - Pedro Basílio |
| 14 października 1979 | EC Vitória – Cruzeiro EC 2:4 Sena, Pita - Roberto César (2), Joãozinho, Mauro     |
| 14 października 1979 | Vila Nova FC – CE Dom Bosco 1:1 Puruca - Bargas                                   |
| 17 października 1979 | EC Bahia – Goiás EC 1:0 Fito                                                      |
| 17 października 1979 | Ceará SC – Vila Nova FC 2:4 Neto, Tiquinho - Puruca (2), Henrique, Darci s        |
| 17 października 1979 | Clube do Remo – Atlético Mineiro 2:2 China, Jaci - Paulo Isidoro, Ricardo         |
| 17 października 1979 | Cruzeiro EC – Nacional FC 4:1 Mauro (2), Nélio, Joãozinho - Careca                |
| 20 października 1979 | CE Dom Bosco – Nacional FC 2:1 Cidele, Adílson - Raul                             |
| 20 października 1979 | Ceará SC – Goiás EC 0:2                                                           |
| 20 października 1979 | EC Bahia – Atlético Mineiro 0:1 Ângelo                                            |
| 21 października 1979 | Clube do Remo – EC Vitória 1:1 Jasson - Sena                                      |
| 23 października 1979 | EC Vitória – Ceará SC 4:1 Sena (3), Marquinhos - Chinesinho                       |
| 25 października 1979 | Cruzeiro EC – EC Bahia 5:0 Alexandre (2), Joãozinho, Roberto César, Erivelto      |
| 27 października 1979 | Nacional FC – Ceará SC 1:1 Dăo - Solo s                                           |
| 28 października 1979 | Atlético Mineiro – EC Vitória 1:1 Nei Dias - Sivaldo                              |
| 28 października 1979 | Vila Nova FC – EC Bahia 0:0                                                       |
| 30 października 1979 | Clube do Remo – Goiás EC 1:0 Demir                                                |
| 1 listopada 1979     | EC Vitória – CE Dom Bosco 0:2 Bargas, Adílson                                     |
| 3 listopada 1979     | EC Bahia – Clube do Remo 1:0 Severinho                                            |
| 3 listopada 1979     | Nacional FC – Vila Nova FC 2:4 Bendelack (2) – Tulica (2), Puruca, Danival        |
| 3 listopada 1979     | CE Dom Bosco – Atlético Mineiro 1:1 Bargas - Alves                                |
| 3 listopada 1979     | Ceará SC – Cruzeiro EC 1:1 Rubens Nicola - Nelinho                                |
| 3 listopada 1979     | Goiás EC – EC Vitória 1:0 Alexandre Bueno                                         |

##### Tabela grupy H
| Poz | Klub             | Mecze | Zw | Rem | Por | Pkt | BrZd | BrStr |
| --- | ---------------- | ----- | -- | --- | --- | --- | ---- | ----- |
| 1   | Cruzeiro EC      | 9     | 5  | 3   | 1   | 13  | 21   | 9     |
| 2   | Vila Nova FC     | 9     | 4  | 4   | 1   | 12  | 13   | 8     |
| 3   | Goiás EC         | 9     | 5  | 1   | 3   | 11  | 10   | 5     |
| 4   | Atlético Mineiro | 9     | 2  | 7   | 0   | 11  | 9    | 6     |
| 5   | CE Dom Bosco     | 9     | 3  | 3   | 3   | 9   | 12   | 13    |
| 6   | Ceará SC         | 9     | 3  | 2   | 4   | 8   | 18   | 19    |
| 7   | EC Vitória       | 9     | 2  | 4   | 3   | 8   | 10   | 11    |
| 8   | EC Bahia         | 9     | 3  | 1   | 5   | 7   | 6    | 13    |
| 9   | Clube do Remo    | 9     | 2  | 2   | 5   | 6   | 10   | 15    |
| 10  | Nacional FC      | 9     | 1  | 3   | 5   | 5   | 6    | 16    |

### Drugi etap
Bez gry do trzeciego etapu awansowały SE Palmeiras i Guarani FC.

#### Grupa I

##### Mecze chronologicznie
| Data              | Mecz                                                                         |
| ----------------- | ---------------------------------------------------------------------------- |
| 7 listopada 1979  | Colorado EC – America FC 2:1 Buiăo, Adriano - Uchoa                          |
| 7 listopada 1979  | Brasil Pelotas – Coritiba FBC 0:1 Freitas                                    |
| 8 listopada 1979  | Campinense Clube – Atlético Mineiro 1:1 Joãozinho Paulista - Hélcio Jacaré s |
| 8 listopada 1979  | Mixto EC – AA Francana 0:1 Norival                                           |
| 11 listopada 1979 | AA Francana – Brasil Pelotas 2:1 Póli, Delém - Renato Mineiro                |
| 11 listopada 1979 | Atlético Mineiro – Colorado EC 2:1 Alves, Valença - Tiăo Marçal              |
| 12 listopada 1979 | Coritiba FBC – Mixto EC 5:0 Luís Freire (2), Freitas (2), Aladim             |
| 12 listopada 1979 | America FC – Campinense Clube 0:1 Hélcio Jacaré                              |
| 15 listopada 1979 | America FC – AA Francana 4:1 Merica (2), César, Eraldo - Delém               |
| 15 listopada 1979 | Colorado EC – Brasil Pelotas 1:1 Gassem - Jorge Luís                         |
| 15 listopada 1979 | Mixto EC – Atlético Mineiro 0:2 Reinaldo, Fernando                           |
| 17 listopada 1979 | Atlético Mineiro – Coritiba FBC 1:0 Rômulo                                   |
| 17 listopada 1979 | Mixto EC – Campinense Clube 0:0                                              |
| 18 listopada 1979 | Brasil Pelotas – America FC 1:1 Valdeci - César                              |
| 18 listopada 1979 | Colorado EC – AA Francana 2:1 Tiăo Marçal (2) – Assis                        |
| 21 listopada 1979 | Brasil Pelotas – Atlético Mineiro 2:1 Flecha, Valdeci - Luís Alberto         |
| 21 listopada 1979 | Coritiba FBC – Colorado EC 1:0 Gardel                                        |
| 21 listopada 1979 | AA Francana – Campinense Clube 1:0 Assis                                     |
| 22 listopada 1979 | America FC – Mixto EC 6:1 César (3), Silvinho (2), Luís Carlos s - Gonçalves |
| 25 listopada 1979 | Coritiba FBC – AA Francana 2:1 Freitas, Aladim - Sérgio Ramos                |
| 25 listopada 1979 | Mixto EC – Colorado EC 3:2 Bife (2), Arildo - Jorge Nobre, Adriano           |
| 25 listopada 1979 | Atlético Mineiro – America FC 2:1 Reinaldo, Fernando Roberto - Osmar s       |
| 25 listopada 1979 | Campinense Clube – Brasil Pelotas 2:0 Bebeto, Gabriel                        |
| 28 listopada 1979 | Campinense Clube – Colorado EC 2:1 Alberi (2) – Adriano                      |
| 28 listopada 1979 | AA Francana – Atlético Mineiro 0:0                                           |
| 28 listopada 1979 | Brasil Pelotas – Mixto EC 3:0 Valdeci (2), Jorge Luís                        |
| 28 listopada 1979 | America FC – Coritiba FBC 1:1 César - Aladim                                 |
| 30 listopada 1979 | Campinense Clube – Coritiba FBC 0:1 Luís Freire                              |

##### Tabela grupy I
| Poz | Klub             | Mecze | Zw | Rem | Por | Pkt | BrZd | BrStr |
| --- | ---------------- | ----- | -- | --- | --- | --- | ---- | ----- |
| 1   | Coritiba FBC     | 7     | 5  | 1   | 1   | 11  | 11   | 3     |
| 2   | Atlético Mineiro | 7     | 4  | 2   | 1   | 10  | 9    | 5     |
| 3   | Campinense Clube | 7     | 3  | 2   | 2   | 8   | 6    | 4     |
| 4   | AA Francana      | 7     | 3  | 1   | 3   | 7   | 7    | 9     |
| 5   | America FC       | 7     | 2  | 2   | 3   | 6   | 14   | 9     |
| 6   | Brasil Pelotas   | 7     | 2  | 2   | 3   | 6   | 8    | 8     |
| 7   | Colorado EC      | 7     | 2  | 1   | 4   | 5   | 9    | 11    |
| 8   | Mixto EC         | 7     | 1  | 1   | 5   | 3   | 4    | 19    |

#### Grupa J

##### Mecze chronologicznie
| Data              | Mecz                                                                                |
| ----------------- | ----------------------------------------------------------------------------------- |
| 7 listopada 1979  | Botafogo FR – EC São Bento 6:1 Gil (3), Mendonça, Perivaldo, Ziza - Campos          |
| 8 listopada 1979  | Grêmio Maringá – Joinville 1:0 Itamar                                               |
| 8 listopada 1979  | Operário FC – EC Comercial 2:0 Tadeu Macrini, Garcia                                |
| 11 listopada 1979 | EC São Bento – Operário FC 2:2 Campos, Cremílson - Garcia(2)                        |
| 11 listopada 1979 | Joinville – ABC FC 3:2 Vargas, Jorge Luís, Paulinho - Lula (2)                      |
| 11 listopada 1979 | Figueirense FC – Grêmio Maringá 0:0                                                 |
| 11 listopada 1979 | EC Comercial – Botafogo FR 1:1 Bira - Mendonça                                      |
| 15 listopada 1979 | Grêmio Maringá – Operário FC 1:4 Florisvaldo - Tadeu Macrini (2), Arthur, Escurinho |
| 15 listopada 1979 | Botafogo FR – Figueirense FC 0:0                                                    |
| 15 listopada 1979 | ABC FC – EC Comercial 1:2 Dentinho - Zico, Ninho                                    |
| 15 listopada 1979 | Joinville – EC São Bento 2:1 Vanil, Vargas - Campos                                 |
| 18 listopada 1979 | Figueirense FC – EC Comercial 2:0 Russo, Pinga                                      |
| 18 listopada 1979 | Operário FC – Joinville 4:1 Albeneir (2), Tadeu Macrini, Arthur - Vargas            |
| 18 listopada 1979 | Botafogo FR – ABC FC 1:0 Perivaldo                                                  |
| 18 listopada 1979 | Grêmio Maringá – EC São Bento 2:3 Itamar, Zé Carlos - Cremílson (2), Campos         |
| 21 listopada 1979 | Joinville – Botafogo FR 0:0                                                         |
| 21 listopada 1979 | EC São Bento – ABC FC 1:0 Campos                                                    |
| 21 listopada 1979 | EC Comercial – Grêmio Maringá 1:0 Brecha                                            |
| 22 listopada 1979 | Operário FC – Figueirense FC 1:1 Tadeu Macrini - Cabral                             |
| 24 listopada 1979 | Botafogo FR – Grêmio Maringá 1:0 Mendonça                                           |
| 25 listopada 1979 | Figueirense FC – Joinville 1:1 Russo - Serginho s                                   |
| 25 listopada 1979 | ABC FC – Operário FC 0:1 Baianinho                                                  |
| 25 listopada 1979 | EC Comercial – EC São Bento 0:1 Brandăo                                             |
| 28 listopada 1979 | Joinville – EC Comercial 1:0 Lico                                                   |
| 28 listopada 1979 | EC São Bento – Figueirense FC 2:0 Cacá (2)                                          |
| 28 listopada 1979 | Operário FC – Botafogo FR 2:0 Tadeu Santos, Arthur                                  |
| ??                | Figueirense FC – ABC FC meczu nie rozegrano                                         |
| ??                | ABC FC – Grêmio Maringá meczu nie rozegrano                                         |

##### Tabela grupy J
| Poz | Klub           | Mecze | Zw | Rem | Por | Pkt | BrZd | BrStr |
| --- | -------------- | ----- | -- | --- | --- | --- | ---- | ----- |
| 1   | Operário FC    | 7     | 5  | 2   | 0   | 12  | 16   | 5     |
| 2   | EC São Bento   | 7     | 4  | 1   | 2   | 9   | 11   | 12    |
| 3   | Botafogo FR    | 7     | 3  | 3   | 1   | 9   | 9    | 4     |
| 4   | Joinville      | 7     | 3  | 2   | 2   | 8   | 8    | 9     |
| 5   | Figueirense FC | 6     | 1  | 4   | 1   | 6   | 4    | 4     |
| 6   | EC Comercial   | 7     | 2  | 1   | 4   | 5   | 4    | 8     |
| 7   | Grêmio Maringá | 6     | 1  | 1   | 4   | 3   | 4    | 9     |
| 8   | ABC FC         | 5     | 0  | 0   | 5   | 0   | 3    | 8     |

#### Grupa K

##### Mecze chronologicznie
| Data              | Mecz                                                                               |
| ----------------- | ---------------------------------------------------------------------------------- |
| 7 listopada 1979  | SC Internacional – Goytacaz FC 1:0 Mauro                                           |
| 7 listopada 1979  | SC São Paulo – AA Caldense 1:1 Romário - Armando                                   |
| 8 listopada 1979  | Desportiva Cariacica – AA Internacional 2:2 Vicente, Célio - Marquinhos, Escurinho |
| 8 listopada 1979  | Athletico Paranaense – AA Anapolina 3:1 Evans (2), Paulinho - Jorge Nei            |
| 10 listopada 1979 | Goytacaz FC – AA Caldense 2:0 Rogério, Zé Neto                                     |
| 11 listopada 1979 | AA Internacional – Athletico Paranaense 0:0                                        |
| 11 listopada 1979 | Desportiva Cariacica – AA Anapolina 2:1 Sílvio, Zuza - Zé Carlos Paulista          |
| 11 listopada 1979 | SC Internacional – SC São Paulo 3:1 Jair, Bira, Mário Sérgio - Joăo Carlos         |
| 14 listopada 1979 | Athletico Paranaense – SC São Paulo 1:0 Joăo Carlos                                |
| 15 listopada 1979 | AA Anapolina – AA Internacional 0:2 Camargo, Isidoro                               |
| 15 listopada 1979 | AA Caldense – SC Internacional 1:1 Mirandinha - Joăo Carlos                        |
| 15 listopada 1979 | Goytacaz FC – Desportiva Cariacica 0:1 Sílvio                                      |
| 18 listopada 1979 | AA Internacional – AA Caldense 1:1 Mazinho - Mirandinha                            |
| 18 listopada 1979 | Desportiva Cariacica – Athletico Paranaense 1:0 Célio                              |
| 18 listopada 1979 | SC São Paulo – Goiás EC 1:0                                                        |
| 18 listopada 1979 | SC Internacional – AA Anapolina 0:0                                                |
| 21 listopada 1979 | AA Caldense – Desportiva Cariacica 1:0 Natal                                       |
| 21 listopada 1979 | AA Internacional – Goytacaz FC 2:0 Mazinho, Guiga                                  |
| 22 listopada 1979 | Athletico Paranaense – SC Internacional 0:0                                        |
| 22 listopada 1979 | AA Anapolina – SC São Paulo 1:1 Mário - Motor                                      |
| 25 listopada 1979 | AA Caldense – AA Anapolina 1:0 Jânio                                               |
| 25 listopada 1979 | SC Internacional – Desportiva Cariacica 4:0 Bira (3), Batista                      |
| 25 listopada 1979 | Goytacaz FC – Athletico Paranaense 0:1 Paulo Bolívar                               |
| 25 listopada 1979 | SC São Paulo – AA Internacional 0:0                                                |
| 28 listopada 1979 | Desportiva Cariacica – SC São Paulo 4:0 Dario(2), Célio, Evandro                   |
| 28 listopada 1979 | AA Internacional – SC Internacional 0:1 Valdomiro                                  |
| 28 listopada 1979 | AA Anapolina – Goytacaz FC 2:1 Jorge Cruz, Nílton - Raimundinho                    |
| 29 listopada 1979 | Athletico Paranaense – AA Caldense 1:0 Rota                                        |

##### Tabela grupy K
| Poz | Klub                 | Mecze | Zw | Rem | Por | Pkt | BrZd | BrStr |
| --- | -------------------- | ----- | -- | --- | --- | --- | ---- | ----- |
| 1   | SC Internacional     | 7     | 4  | 3   | 0   | 11  | 10   | 2     |
| 2   | Athletico Paranaense | 7     | 4  | 2   | 1   | 10  | 6    | 2     |
| 3   | Desportiva Cariacica | 7     | 4  | 1   | 2   | 9   | 10   | 8     |
| 4   | AA Internacional     | 7     | 2  | 4   | 1   | 8   | 7    | 4     |
| 5   | AA Caldense          | 7     | 2  | 3   | 2   | 7   | 5    | 6     |
| 6   | SC São Paulo         | 7     | 1  | 3   | 3   | 5   | 4    | 10    |
| 7   | AA Anapolina         | 7     | 1  | 2   | 4   | 4   | 5    | 10    |
| 8   | Goytacaz FC          | 7     | 1  | 0   | 6   | 2   | 3    | 8     |

#### Grupa L

##### Mecze chronologicznie
| Data              | Mecz                                                                                             |
| ----------------- | ------------------------------------------------------------------------------------------------ |
| 7 listopada 1979  | Santa Cruz FC – SE Gama 2:0 Paulo César, Joãozinho                                               |
| 8 listopada 1979  | Grêmio Porto Alegre – Náutico 1:0 Dimas s                                                        |
| 8 listopada 1979  | EC Bahia – Londrina 0:1 Zé Roberto                                                               |
| 8 listopada 1979  | CR Flamengo – XV de Piracicaba 3:0 Cláudio Adăo (2), Almeida s                                   |
| 11 listopada 1979 | SE Gama – Londrina 0:2 Éverton, Marinho                                                          |
| 11 listopada 1979 | Santa Cruz FC – EC Bahia 1:0 Paulo César                                                         |
| 11 listopada 1979 | CR Flamengo – Náutico 2:0 Beijoca, Júnior                                                        |
| 11 listopada 1979 | XV de Piracicaba – Grêmio Porto Alegre 3:0 Zé Luís, Oriel, Fernando                              |
| 15 listopada 1979 | Náutico – XV de Piracicaba 2:1 Armando, Luís Poiani - Rogério                                    |
| 15 listopada 1979 | SE Gama – CR Flamengo 1:2 Manuel Ferreira - Zico, Cláudio Adăo                                   |
| 15 listopada 1979 | Grêmio Porto Alegre – EC Bahia 2:0 Baltasar, Éder                                                |
| 15 listopada 1979 | Londrina – Santa Cruz FC 6:2 Nivaldo (2), Zé Roberto, Marinho, Zé Antônio, Paulinho - Volnei (2) |
| 18 listopada 1979 | Santa Cruz FC – Náutico 2:0 Betinho, Volnei                                                      |
| 18 listopada 1979 | XV de Piracicaba – Londrina 2:1 Ronaldo, Zé Luís - Ademir Oliveira                               |
| 18 listopada 1979 | CR Flamengo – Grêmio Porto Alegre 2:0 Carpeggiani, Cláudio Adăo                                  |
| 18 listopada 1979 | EC Bahia – SE Gama 2:1 Marciano (2) – Quidăo                                                     |
| 21 listopada 1979 | Náutico – EC Bahia 0:1 Douglas                                                                   |
| 21 listopada 1979 | Grêmio Porto Alegre – Santa Cruz FC 2:0 Baltasar, Tarciso                                        |
| 21 listopada 1979 | XV de Piracicaba – SE Gama 5:0 Ronaldo (3), Zé Luís, Oriel                                       |
| 21 listopada 1979 | Londrina – CR Flamengo 1:1 Alcione - Cláudio Adăo                                                |
| 25 listopada 1979 | SE Gama – Grêmio Porto Alegre 0:3 Jésum (2), Baltasar                                            |
| 25 listopada 1979 | EC Bahia – XV de Piracicaba 1:2 Severino - Fio, Rogério                                          |
| 25 listopada 1979 | Santa Cruz FC – CR Flamengo 0:0                                                                  |
| 25 listopada 1979 | Londrina – Náutico 4:2 Paulinho, Zé Roberto, Sartori, Dimas - Luís Poiani (2)                    |
| 28 listopada 1979 | CR Flamengo – EC Bahia 4:0 Cláudio Adăo (3), Jorge Luís s                                        |
| 28 listopada 1979 | XV de Piracicaba – Santa Cruz FC 2:1 Oriel, Zé Luís - Tecăo                                      |
| 28 listopada 1979 | Náutico – SE Gama 2:2 Marquinhos, Jair - Fantato (2)                                             |
| 28 listopada 1979 | Grêmio Porto Alegre – Londrina 1:0 Iúra                                                          |

##### Tabela grupy L
| Poz | Klub                | Mecze | Zw | Rem | Por | Pkt | BrZd | BrStr |
| --- | ------------------- | ----- | -- | --- | --- | --- | ---- | ----- |
| 1   | CR Flamengo         | 7     | 5  | 2   | 0   | 12  | 14   | 2     |
| 2   | XV de Piracicaba    | 7     | 5  | 0   | 2   | 10  | 15   | 8     |
| 3   | Grêmio Porto Alegre | 7     | 5  | 0   | 2   | 10  | 9    | 5     |
| 4   | Londrina            | 7     | 4  | 1   | 2   | 9   | 15   | 8     |
| 5   | Santa Cruz FC       | 7     | 3  | 1   | 3   | 7   | 8    | 10    |
| 6   | EC Bahia            | 7     | 2  | 0   | 5   | 4   | 4    | 11    |
| 7   | Náutico             | 7     | 1  | 1   | 5   | 3   | 6    | 13    |
| 8   | SE Gama             | 7     | 0  | 1   | 6   | 1   | 4    | 18    |

#### Grupa M

##### Mecze chronologicznie
| Data              | Mecz |
| ----------------- | --- |
| 7 listopada 2004  | Ceará SC – Central SC 2:1 Jangada, Aluísio - Nardélio                                                    |
| 8 listopada 2004  | Goiás EC – AS Arapiraquense 4:0 Ramón (3), Pastoril                                                      |
| 8 listopada 2004  | CR Vasco da Gama – Operário Várzea Grande 5:1 Zandonaide (2), Paulinho, Guina, Roberto Dinamite - Ernâni |
| 8 listopada 2004  | América Mineiro – Botafogo João Pessoa 1:0 Luís Carlos Gaúcho                                            |
| 10 listopada 2004 | CR Vasco da Gama – Ceará SC 3:0 Paulinho (2), Roberto Dinamite                                           |
| 11 listopada 2004 | AS Arapiraquense – América Mineiro 2:2 Marcos Itabaiana, Esquerdinha - Luís Carlos Gaúcho, Maneca        |
| 11 listopada 2004 | Operário Várzea Grande – Central SC 2:1 Marco Aurélio, Cacá - Nardélio                                   |
| 11 listopada 2004 | Goiás EC – Botafogo João Pessoa 3:1 Marco Antônio, Éber, Pastoril - Nélson                               |
| 14 listopada 2004 | América Mineiro – Ceará SC 1:1 Maneca - Tiquinho                                                         |
| 15 listopada 2004 | Central SC – CR Vasco da Gama 0:0                                                                        |
| 15 listopada 2004 | Botafogo João Pessoa – AS Arapiraquense 3:1 Noé Silva, Hélio, Nélson - Joãozinho                         |
| 15 listopada 2004 | Operário Várzea Grande – Goiás EC 1:1 Coquinho - Éber                                                    |
| 18 listopada 2004 | AS Arapiraquense – Central SC 2:1 Ésio, Freitas - Zequinha                                               |
| 18 listopada 2004 | CR Vasco da Gama – Botafogo João Pessoa 4:0 Catinha, Roberto Dinamite, Paulinho, Dudu                    |
| 18 listopada 2004 | Operário Várzea Grande – Ceará SC 0:0                                                                    |
| 18 listopada 2004 | Goiás EC – América Mineiro 2:0 Éber, Pastoril                                                            |
| 21 listopada 2004 | Central SC – Goiás EC 1:1 Domi - Ramón                                                                   |
| 21 listopada 2004 | AS Arapiraquense – Operário Várzea Grande 2:2 Freitas (2) – Tim, Gérson Lopes                            |
| 21 listopada 2004 | Botafogo João Pessoa – Ceará SC 2:1 Deca, Nélson - Tiquinho                                              |
| 21 listopada 2004 | América Mineiro – CR Vasco da Gama 0:0                                                                   |
| 24 listopada 2004 | Operário Várzea Grande – América Mineiro 0:2 Luís Carlos Gaúcho, Amauri                                  |
| 25 listopada 2004 | CR Vasco da Gama – Goiás EC 0:0                                                                          |
| 25 listopada 2004 | Central SC – Botafogo João Pessoa 2:1 Paulinho, Erasmo - Cabral                                          |
| 25 listopada 2004 | Ceará SC – AS Arapiraquense 5:0 Lucinho (2), Leônidas, Tiquinho, Cícero                                  |
| 28 listopada 2004 | América Mineiro – Central SC 0:0                                                                         |
| 28 listopada 2004 | Goiás EC – Ceará SC 1:0 Éber                                                                             |
| 28 listopada 2004 | Botafogo João Pessoa – Operário Várzea Grande 1:1 Evilásio - Cacá                                        |
| 28 listopada 2004 | AS Arapiraquense – CR Vasco da Gama 0:1 Roberto Dinamite                                                 |

##### Tabela grupy M
| Poz | Klub                   | Mecze | Zw | Rem | Por | Pkt | BrZd | BrStr |
| --- | ---------------------- | ----- | -- | --- | --- | --- | ---- | ----- |
| 1   | CR Vasco da Gama       | 7     | 5  | 2   | 0   | 12  | 13   | 1     |
| 2   | Goiás EC               | 7     | 4  | 3   | 0   | 11  | 12   | 3     |
| 3   | América Mineiro        | 7     | 2  | 4   | 1   | 8   | 6    | 5     |
| 4   | Ceará SC               | 7     | 2  | 2   | 3   | 6   | 9    | 8     |
| 5   | Operário Várzea Grande | 7     | 1  | 4   | 2   | 6   | 7    | 12    |
| 6   | Botafogo João Pessoa   | 7     | 2  | 1   | 4   | 5   | 8    | 13    |
| 7   | Central SC             | 7     | 1  | 2   | 4   | 4   | 6    | 8     |
| 8   | AS Arapiraquense       | 7     | 1  | 2   | 4   | 4   | 7    | 18    |

#### Grupa N

##### Mecze chronologicznie
| Data              | Mecz                                                                            |
| ----------------- | ------------------------------------------------------------------------------- |
| 8 listopada 1979  | Vila Nova FC – EC Vitória 2:0 Zé Ronaldo, Danival                               |
| 8 listopada 1979  | Maranhão AC – XV de Jaú 1:0 Alciano                                             |
| 8 listopada 1979  | Campo Grande Rio de Janeiro – Fluminense FC 1:1 César - Cristóvăo               |
| 11 listopada 1979 | XV de Jaú – Fluminense FC 2:2 Fernando Pirulito, Paulinho - Cléber, Robertinho  |
| 11 listopada 1979 | Itabaiana – Vila Nova FC 1:1 Damiăo - Puruca                                    |
| 11 listopada 1979 | Campo Grande Rio de Janeiro – Maranhão AC 5:0 César (3), Rocha (2)              |
| 11 listopada 1979 | EC Vitória – Uberlândia 3:0 Tonho, Joel Zanata, Sivaldo                         |
| 15 listopada 1979 | Vila Nova FC – Fluminense FC 2:2 Tulica, Serginho - Zezé Gomes, Robertinho      |
| 15 listopada 1979 | Uberlândia – Campo Grande Rio de Janeiro 2:1 Dirceu Lopes, Nené Ramos - Lulinha |
| 15 listopada 1979 | EC Vitória – XV de Jaú 3:1 Zé Júlio (2), Sivaldo - Sousa                        |
| 15 listopada 1979 | Maranhão AC – Itabaiana 1:0 Tica                                                |
| 17 listopada 1979 | Vila Nova FC – XV de Jaú 0:0                                                    |
| 17 listopada 1979 | Fluminense FC – EC Vitória 2:1 Edinho, Zezé Gomes - Sena                        |
| 18 listopada 1979 | Maranhão AC – Uberlândia 0:1 Arlindo                                            |
| 18 listopada 1979 | Campo Grande Rio de Janeiro – Itabaiana 2:1 Lulinha, César - Nílson             |
| 21 listopada 1979 | Campo Grande Rio de Janeiro – Vila Nova FC 0:0                                  |
| 21 listopada 1979 | Fluminense FC – Itabaiana 5:0 Mário (2), Cristóvăo (2), Cléber                  |
| 21 listopada 1979 | EC Vitória – Maranhão AC 2:1 Joel Zanata, Sena - Djaro                          |
| 21 listopada 1979 | XV de Jaú – Uberlândia 1:2 Fernando Pirulito - Eli Mendes, Arlindo              |
| 23 listopada 1979 | Uberlândia – Itabaiana 3:0 Arlindo (2), Moacir                                  |
| 25 listopada 1979 | Itabaiana – EC Vitória 1:2 Misso - Joel Zanata, Zé Júlio                        |
| 25 listopada 1979 | Uberlândia – Fluminense FC 0:0                                                  |
| 25 listopada 1979 | Maranhão AC – Vila Nova FC 0:1 Tulica                                           |
| 25 listopada 1979 | Campo Grande Rio de Janeiro – XV de Jaú 1:2 Rocha - Paulinho, Sousa             |
| 28 listopada 1979 | XV de Jaú – Itabaiana 2:1 Roberval (2) – Misso                                  |
| 28 listopada 1979 | EC Vitória – Campo Grande Rio de Janeiro 1:0 Zé Júlio                           |
| 29 listopada 1979 | Fluminense FC – Maranhão AC 6:0 Cristóvăo (2), Zezé Gomes (2), Edevaldo, Mário  |
| 29 listopada 1979 | Vila Nova FC – Uberlândia 0:0                                                   |

##### Tabela grupy N
| Poz | Klub                        | Mecze | Zw | Rem | Por | Pkt | BrZd | BrStr |
| --- | --------------------------- | ----- | -- | --- | --- | --- | ---- | ----- |
| 1   | EC Vitória                  | 7     | 5  | 0   | 2   | 10  | 12   | 7     |
| 2   | Uberlândia                  | 7     | 4  | 2   | 1   | 10  | 8    | 5     |
| 3   | Fluminense FC               | 7     | 3  | 4   | 0   | 10  | 18   | 6     |
| 4   | Vila Nova FC                | 7     | 2  | 5   | 0   | 9   | 6    | 3     |
| 5   | Campo Grande Rio de Janeiro | 7     | 2  | 2   | 3   | 6   | 10   | 7     |
| 6   | XV de Jaú                   | 7     | 2  | 2   | 3   | 6   | 8    | 10    |
| 7   | Maranhão AC                 | 7     | 2  | 0   | 5   | 4   | 3    | 15    |
| 8   | Itabaiana                   | 7     | 0  | 1   | 6   | 1   | 4    | 16    |

#### Grupa O

##### Mecze chronologicznie
| Data              | Mecz                                                                                  |
| ----------------- | ------------------------------------------------------------------------------------- |
| 7 listopada 1979  | CS Alagoano – Villa Nova AC 1:0 Jorge Siri                                            |
| 7 listopada 1979  | Cruzeiro EC – CE Dom Bosco 4:0 Alexandre (2), Roberto César (2)                       |
| 7 listopada 1979  | Comercial FC – Uberaba 1:0 Fiao                                                       |
| 8 listopada 1979  | AD Leônico – Americano FC 2:2 Bira, Zé Eduardo - Té, Luís Carlos                      |
| 10 listopada 1979 | CE Dom Bosco – AD Leônico 2:1 Adílson (2) – Tinteiro                                  |
| 10 listopada 1979 | Villa Nova AC – Comercial FC 0:1 Luís Alberto                                         |
| 11 listopada 1979 | Uberaba – CS Alagoano 1:0 Nei                                                         |
| 11 listopada 1979 | Americano FC – Cruzeiro EC 2:5 Té, Rubinho - Alexandre (2), Joãozinho, Eduardo, Mauro |
| 15 listopada 1979 | AD Leônico – Uberaba 1:1 Jacozinho - Luís Carlos                                      |
| 15 listopada 1979 | Cruzeiro EC – Comercial FC 2:1 Mauro, Roberto César - Carlos Hansen                   |
| 15 listopada 1979 | CE Dom Bosco – Villa Nova AC 0:1 Aguillar                                             |
| 15 listopada 1979 | CS Alagoano – Americano FC 0:0                                                        |
| 18 listopada 1979 | CS Alagoano – AD Leônico 1:0 Jorge Siri                                               |
| 18 listopada 1979 | Comercial FC – CE Dom Bosco 2:3 Vânder, Luís Alberto - Adílson (2), Bargas            |
| 18 listopada 1979 | Cruzeiro EC – Villa Nova AC 4:1 Roberto César (2), Mauro, Paulo Sousa s - Jurandi     |
| 18 listopada 1979 | Americano FC – Uberaba 1:0 Luís Carlos                                                |
| 21 listopada 1979 | Comercial FC – Americano FC 1:0 Luís Alberto                                          |
| 21 listopada 1979 | CE Dom Bosco – CS Alagoano 3:1 Bargas, Adílson, Babá - Odilon                         |
| 21 listopada 1979 | Uberaba – Cruzeiro EC 2:2 Toinzinho, Silvinho - Mauro, Nelinho                        |
| 22 listopada 1979 | Villa Nova AC – AD Leônico 1:4 Márcio Gomes - Chiquinho (2), Luís Ferreira, Jacozinho |
| 24 listopada 1979 | Americano FC – CE Dom Bosco 1:0 Alcides                                               |
| 25 listopada 1979 | Uberaba – Villa Nova AC 2:0 Nei, Dario                                                |
| 25 listopada 1979 | CS Alagoano – Cruzeiro EC 2:1 Alberto, Aílton - Júnior Brasília                       |
| 25 listopada 1979 | AD Leônico – Comercial FC 1:1 Bira - Anselmo                                          |
| 28 listopada 1979 | Villa Nova AC – Americano FC 3:2 Jurandi (2), Dirceu - Alcides, Sousa                 |
| 28 listopada 1979 | Comercial FC – CS Alagoano 1:0 Anselmo                                                |
| 28 listopada 1979 | CE Dom Bosco – Uberaba 0:1 Silvinho                                                   |
| 29 listopada 1979 | Cruzeiro EC – AD Leônico 1:0 Alexandre                                                |

##### Tabela grupy O
| Poz | Klub          | Mecze | Zw | Rem | Por | Pkt | BrZd | BrStr |
| --- | ------------- | ----- | -- | --- | --- | --- | ---- | ----- |
| 1   | Cruzeiro EC   | 7     | 5  | 1   | 1   | 11  | 19   | 8     |
| 2   | Comercial FC  | 7     | 4  | 1   | 2   | 9   | 8    | 6     |
| 3   | Uberaba       | 7     | 3  | 2   | 2   | 8   | 7    | 5     |
| 4   | CS Alagoano   | 7     | 3  | 1   | 3   | 7   | 5    | 6     |
| 5   | CE Dom Bosco  | 7     | 3  | 0   | 4   | 6   | 8    | 11    |
| 6   | Americano FC  | 7     | 2  | 2   | 3   | 6   | 8    | 11    |
| 7   | AD Leônico    | 7     | 1  | 3   | 3   | 5   | 9    | 9     |
| 8   | Villa Nova AC | 7     | 2  | 0   | 5   | 4   | 6    | 14    |

### Trzeci etap

#### Grupa P

##### Mecze chronologicznie
| Data           | Mecz                                                        |
| -------------- | ----------------------------------------------------------- |
| 2 grudnia 1979 | XV de Piracicaba – Guarani FC 0:2 Zenon, Capităo            |
| 4 grudnia 1979 | Coritiba FBC – EC Vitória 4:0 Freitas (2), Duílio, Serginho |
| 6 grudnia 1979 | EC Vitória – XV de Piracicaba 3:1 Sena (2), Sivaldo - Oriel |
| 6 grudnia 1979 | Guarani FC – Coritiba FBC 0:0                               |
| 8 grudnia 1979 | Coritiba FBC – XV de Piracicaba 1:0 Toninho Moura           |
| 8 grudnia 1979 | EC Vitória – Guarani FC 3:0 Vinícius, Sivaldo, Zé Julio     |

##### Tabela grupy P
| Poz | Klub             | Mecze | Zw | Rem | Por | Pkt | BrZd | BrStr |
| --- | ---------------- | ----- | -- | --- | --- | --- | ---- | ----- |
| 1   | Coritiba FBC     | 3     | 2  | 1   | 0   | 5   | 5    | 0     |
| 2   | EC Vitória       | 3     | 2  | 0   | 1   | 4   | 6    | 5     |
| 3   | Guarani FC       | 3     | 1  | 1   | 1   | 3   | 2    | 3     |
| 4   | XV de Piracicaba | 3     | 0  | 0   | 3   | 0   | 1    | 6     |

#### Grupa Q

##### Mecze chronologicznie
| Data           | Mecz                                                                                        |
| -------------- | ------------------------------------------------------------------------------------------- |
| 2 grudnia 1979 | SE Palmeiras – Comercial FC 5:1 César (2), Polozi, Jorginho, Jorge Mendonça - Carlos Hansen |
| 2 grudnia 1979 | CR Flamengo – EC São Bento 4:0 Zico (2), Cláudio Adăo, Reinaldo                             |
| 5 grudnia 1979 | Comercial FC – CR Flamengo 0:2 Carlos Henrique, Zico                                        |
| 5 grudnia 1979 | SE Palmeiras – EC São Bento 4:0 Jorginho, Jorge Mendonça, César, Carlos Alberto             |
| 9 grudnia 1979 | EC São Bento – Comercial FC 2:2 Brandăo, Candinho - Anselmo, Jáder                          |
| 9 grudnia 1979 | CR Flamengo – SE Palmeiras 1:4 Zico - Jorge Mendonça, Carlos Alberto, Zé Mario, Pedrinho    |

##### Tabela grupy Q
| Poz | Klub         | Mecze | Zw | Rem | Por | Pkt | BrZd | BrStr |
| --- | ------------ | ----- | -- | --- | --- | --- | ---- | ----- |
| 1   | SE Palmeiras | 3     | 3  | 0   | 0   | 6   | 13   | 2     |
| 2   | CR Flamengo  | 3     | 2  | 0   | 1   | 4   | 7    | 4     |
| 3   | Comercial FC | 3     | 0  | 1   | 2   | 1   | 3    | 9     |
| 4   | EC São Bento | 3     | 0  | 1   | 2   | 1   | 2    | 10    |

#### Grupa R

##### Mecze chronologicznie
| Data           | Mecz |
| -------------- | --- |
| 2 grudnia 1979 | Cruzeiro EC – Atlético Mineiro 0:0                                                                                             |
| 2 grudnia 1979 | SC Internacional – Goiás EC 1:0 Mário Sérgio                                                                                   |
| 4 grudnia 1979 | Cruzeiro EC – SC Internacional 2:3 Falcăo, Valdomiro, Zezinho Figueroa s - Alexandre, Joãozinho                                |
| 4 grudnia 1979 | Goiás EC – Atlético Mineiro vo z powodu dyskwalifikacji klubu Atlético Mineiro przyznano walkower dla Goiás EC                 |
| 8 grudnia 1979 | Goiás EC – Cruzeiro EC 1:1 Éber - Roberto César                                                                                |
| 8 grudnia 1979 | Atlético Mineiro – SC Internacional vo z powodu dyskwalifikacji klubu Atlético Mineiro przyznano walkower dla SC Internacional |

##### Tabela grupy R
| Poz | Klub             | Mecze | Zw | Rem | Por | Pkt | BrZd | BrStr |
| --- | ---------------- | ----- | -- | --- | --- | --- | ---- | ----- |
| 1   | SC Internacional | 3     | 3  | 0   | 0   | 6   | 4    | 2     |
| 2   | Goiás EC         | 3     | 1  | 1   | 1   | 3   | 1    | 2     |
| 3   | Cruzeiro EC      | 3     | 0  | 2   | 1   | 2   | 3    | 4     |
| 4   | Atlético Mineiro | 3     | 0  | 1   | 2   | 1   | 0    | 0     |

#### Grupa S

##### Mecze chronologicznie
| Data           | Mecz                                                                            |
| -------------- | ------------------------------------------------------------------------------- |
| 2 grudnia 1979 | Athletico Paranaense – CR Vasco da Gama 1:1 Paulo Bolívar - Wilsinho            |
| 4 grudnia 1979 | Operário FC – Uberlândia 3:0 Tadeu Macrini (2), Arthur                          |
| 6 grudnia 1979 | CR Vasco da Gama – Uberlândia 5:0 Roberto Dinamite (3), Paulinho, Wilsinho      |
| 6 grudnia 1979 | Operário FC – Athletico Paranaense 1:0 Baianinho                                |
| 8 grudnia 1979 | CR Vasco da Gama – Operário FC 4:0 Roberto (2), Orlando, Antônio Carlos s       |
| 8 grudnia 1979 | Uberlândia – Athletico Paranaense 3:2 Nivaldo, Paulinho - Nenę Ramos (2), Binga |

##### Tabela grupy S
| Poz | Klub                 | Mecze | Zw | Rem | Por | Pkt | BrZd | BrStr |
| --- | -------------------- | ----- | -- | --- | --- | --- | ---- | ----- |
| 1   | CR Vasco da Gama     | 3     | 2  | 1   | 0   | 5   | 10   | 1     |
| 2   | Operário FC          | 3     | 2  | 0   | 1   | 4   | 4    | 4     |
| 3   | Uberlândia           | 3     | 0  | 2   | 1   | 2   | 3    | 10    |
| 4   | Athletico Paranaense | 3     | 0  | 1   | 2   | 1   | 3    | 5     |

### 1/2 finału
| Coritiba FBC – CR Vasco da Gama 1:1 i 1:2 1 12.12 1979 Luís Freire - Catinha 2 16.12 1979 Gardel - Roberto Dinamite, Paulinho  |
| SE Palmeiras – SC Internacional 2:3 i 1:1 1 13.12 1979 Jorge Mendonça, Baroninho - Falcăo (2), Jair 2 16.12 1979 Mococa - Jair |

### Finał
| CR Vasco da Gama – SC Internacional 0:2 i 1:2 |
| 20 grudnia 1979 Rio de Janeiro Maracanã (58 655) CR Vasco da Gama – SC Internacional 0:2 (0:1) Sędzia: Oscar Scolfaro Bramki: 0:1 Chico Spina 28, 0:2 Chico Spina 55 Club de Regatas Vasco da Gama (trener Oto Glória): Leão - Orlando, Gaúcho, Ivan, Paulo César, Zé Mário, Guina (Zandonaide), Dudu (Paulinho), Catinha, Roberto Dinamite, Wilsinho Sport Club Internacional (trener Ênio Andrade): Benitez - João Carlos, Mauro Pastor, Mauro Galvão, Cláudio Mineiro, Valdir Lima (Toninho), Jair, Batista, Chico Spina (Adílson), Bira, Mário Sérgio           |
| 23 grudnia 1979 Porto Alegre Estádio Beira-Rio (54 659) SC Internacional – CR Vasco da Gama 2:1 (1:0) Sędzia: José Faville Neto Bramki: 1:0 Jair 40, 2:0 Falcão 57, 2:1 Wilsinho 84 Sport Club Internacional (trener Ênio Andrade): Benitez - João Carlos, Mauro Pastor, Mauro Galvão, Cláudio Mineiro, Batista, Falcão, Jair, Valdomiro (Chico Spina), Bira, Mário Sérgio Club de Regatas Vasco da Gama (trener Oto Glória): Leão - Orlando, Ivan, Gaúcho, Paulo César, Zé Mário, Paulo Roberto (Xaxá), Paulinho (Zandonaide), Catinha, Roberto Dinamite, Wilsinho |

Mistrzem Brazylii w 1979 roku został klub SC Internacional, a wicemistrzem Brazylii – CR Vasco da Gama.

## Końcowa klasyfikacja sezonu 1979
| Poz | Klub                        | Mecze | Zw | Rem | Por | Pkt | BrZd | BrStr |
| --- | --------------------------- | ----- | -- | --- | --- | --- | ---- | ----- |
| 1   | SC Internacional            | 23    | 16 | 7   | 0   | 39  | 40   | 13    |
| 2   | CR Vasco da Gama            | 14    | 8  | 4   | 2   | 20  | 27   | 8     |
| 3   | Coritiba FBC                | 21    | 9  | 6   | 6   | 24  | 24   | 20    |
| 4   | SE Palmeiras                | 5     | 3  | 1   | 1   | 7   | 16   | 6     |
| 5   | Operário FC                 | 19    | 11 | 4   | 4   | 26  | 31   | 22    |
| 6   | Cruzeiro EC                 | 19    | 10 | 6   | 3   | 26  | 43   | 21    |
| 7   | Goiás EC                    | 19    | 10 | 5   | 4   | 25  | 23   | 10    |
| 8   | EC Vitória                  | 19    | 9  | 4   | 6   | 22  | 28   | 23    |
| 9   | Uberlândia                  | 19    | 8  | 6   | 5   | 22  | 25   | 24    |
| 10  | Atlético Mineiro            | 19    | 6  | 10  | 3   | 22  | 18   | 11    |
| 11  | Athletico Paranaense        | 19    | 6  | 7   | 6   | 19  | 17   | 16    |
| 12  | CR Flamengo                 | 10    | 7  | 2   | 1   | 16  | 21   | 6     |
| 13  | XV de Piracicaba            | 10    | 5  | 0   | 5   | 10  | 16   | 14    |
| 14  | Comercial FC                | 10    | 4  | 2   | 4   | 10  | 11   | 15    |
| 15  | EC São Bento                | 10    | 4  | 2   | 4   | 10  | 13   | 22    |
| 16  | Guarani FC                  | 3     | 1  | 1   | 1   | 3   | 2    | 3     |
| 17  | Uberaba                     | 16    | 10 | 2   | 4   | 22  | 22   | 11    |
| 18  | Desportiva Cariacica        | 16    | 9  | 4   | 3   | 22  | 20   | 13    |
| 19  | Londrina                    | 16    | 8  | 5   | 3   | 21  | 25   | 15    |
| 20  | América Mineiro             | 16    | 8  | 5   | 3   | 21  | 21   | 12    |
| 21  | Vila Nova FC                | 16    | 6  | 9   | 1   | 21  | 19   | 11    |
| 22  | Grêmio Porto Alegre         | 16    | 9  | 1   | 6   | 19  | 23   | 13    |
| 23  | America FC                  | 16    | 8  | 3   | 5   | 19  | 31   | 16    |
| 24  | Campinense Clube            | 16    | 8  | 3   | 5   | 19  | 14   | 8     |
| 25  | CS Alagoano                 | 16    | 8  | 3   | 5   | 19  | 19   | 14    |
| 26  | Maranhão AC                 | 16    | 8  | 3   | 5   | 19  | 21   | 21    |
| 27  | Campo Grande Rio de Janeiro | 16    | 7  | 4   | 5   | 18  | 19   | 13    |
| 28  | Grêmio Maringá              | 15    | 7  | 4   | 4   | 18  | 19   | 14    |
| 29  | Joinville                   | 16    | 7  | 4   | 5   | 18  | 20   | 17    |
| 30  | AA Caldense                 | 16    | 7  | 3   | 6   | 17  | 15   | 15    |
| 31  | Colorado EC                 | 16    | 6  | 5   | 5   | 17  | 19   | 17    |
| 32  | Brasil Pelotas              | 16    | 4  | 9   | 3   | 17  | 17   | 12    |
| 33  | Villa Nova AC               | 16    | 7  | 2   | 7   | 16  | 15   | 20    |
| 34  | Santa Cruz FC               | 16    | 6  | 4   | 6   | 16  | 20   | 18    |
| 35  | Operário Várzea Grande      | 16    | 5  | 6   | 5   | 16  | 19   | 23    |
| 36  | AD Leônico                  | 16    | 6  | 3   | 7   | 15  | 21   | 17    |
| 37  | EC Comercial                | 15    | 6  | 3   | 6   | 15  | 18   | 18    |
| 38  | Botafogo João Pessoa        | 16    | 6  | 3   | 7   | 15  | 23   | 25    |
| 39  | CE Dom Bosco                | 16    | 6  | 3   | 7   | 15  | 20   | 24    |
| 40  | AS Arapiraquense            | 16    | 6  | 3   | 7   | 15  | 18   | 28    |
| 41  | Central SC                  | 16    | 5  | 5   | 6   | 15  | 19   | 16    |
| 42  | SC São Paulo                | 16    | 5  | 5   | 6   | 15  | 13   | 19    |
| 43  | AA Anapolina                | 16    | 6  | 2   | 8   | 14  | 18   | 19    |
| 44  | Mixto EC                    | 16    | 6  | 2   | 8   | 14  | 18   | 29    |
| 45  | Ceará SC                    | 16    | 5  | 4   | 7   | 14  | 27   | 27    |
| 46  | Figueirense FC              | 15    | 3  | 8   | 4   | 14  | 11   | 12    |
| 47  | Náutico                     | 16    | 5  | 3   | 8   | 13  | 17   | 23    |
| 48  | SE Gama                     | 16    | 5  | 3   | 8   | 13  | 18   | 27    |
| 49  | Itabaiana                   | 16    | 4  | 4   | 8   | 12  | 14   | 22    |
| 50  | EC Bahia                    | 16    | 5  | 1   | 10  | 11  | 10   | 24    |
| 51  | ABC FC                      | 14    | 4  | 2   | 8   | 10  | 16   | 18    |
| 52  | Fluminense FC               | 7     | 3  | 4   | 0   | 10  | 18   | 6     |
| 53  | Botafogo FR                 | 7     | 3  | 3   | 1   | 9   | 9    | 4     |
| 54  | AA Internacional            | 7     | 2  | 4   | 1   | 8   | 7    | 4     |
| 55  | AA Francana                 | 7     | 3  | 1   | 3   | 7   | 7    | 9     |
| 56  | XV de Jaú                   | 7     | 2  | 2   | 3   | 6   | 8    | 10    |
| 57  | Americano FC                | 7     | 2  | 2   | 3   | 6   | 8    | 11    |
| 58  | Goytacaz FC                 | 7     | 1  | 0   | 6   | 2   | 3    | 8     |
| 59  | EC Juventude                | 9     | 3  | 4   | 2   | 10  | 12   | 9     |
| 60  | CS Sergipe                  | 9     | 3  | 4   | 2   | 10  | 10   | 9     |
| 61  | Treze FC                    | 9     | 4  | 1   | 4   | 9   | 15   | 10    |
| 62  | Atlético Goianiense         | 9     | 4  | 1   | 4   | 9   | 17   | 14    |
| 63  | Criciúma                    | 9     | 4  | 1   | 4   | 9   | 9    | 8     |
| 64  | Itumbiara                   | 9     | 4  | 1   | 4   | 9   | 11   | 11    |
| 65  | Caxias                      | 9     | 3  | 3   | 3   | 9   | 11   | 6     |
| 66  | Itabuna                     | 9     | 3  | 3   | 3   | 9   | 10   | 8     |
| 67  | Clube de Regatas Brasil     | 9     | 3  | 3   | 3   | 9   | 8    | 8     |
| 68  | Fluminense de Feira FC      | 9     | 3  | 3   | 3   | 9   | 5    | 6     |
| 69  | Ferroviário AC              | 9     | 2  | 5   | 2   | 9   | 6    | 7     |
| 70  | Novo Hamburgo               | 9     | 2  | 4   | 3   | 8   | 4    | 7     |
| 71  | Tuna Luso Brasileira        | 9     | 3  | 1   | 5   | 7   | 12   | 13    |
| 72  | Moto Club de São Luís       | 9     | 3  | 1   | 5   | 7   | 6    | 10    |
| 73  | Brasília                    | 9     | 3  | 1   | 5   | 7   | 11   | 17    |
| 74  | Goiânia                     | 9     | 2  | 3   | 4   | 7   | 6    | 9     |
| 75  | ACD Potiguar                | 9     | 2  | 3   | 4   | 7   | 5    | 10    |
| 76  | Rio Branco AC               | 9     | 1  | 5   | 3   | 7   | 10   | 18    |
| 77  | Paysandu SC                 | 9     | 2  | 2   | 5   | 6   | 10   | 14    |
| 78  | Clube do Remo               | 9     | 2  | 2   | 5   | 6   | 10   | 15    |
| 79  | Fortaleza                   | 9     | 2  | 2   | 5   | 6   | 7    | 12    |
| 80  | AD Confiança                | 9     | 2  | 2   | 5   | 6   | 7    | 15    |
| 81  | Sampaio Corrêa FC           | 9     | 2  | 2   | 5   | 6   | 7    | 16    |
| 82  | Nacional Fast Clube         | 9     | 2  | 2   | 5   | 6   | 9    | 20    |
| 83  | Ríver AC                    | 9     | 1  | 4   | 4   | 6   | 9    | 12    |
| 84  | Piauí EC                    | 9     | 0  | 6   | 3   | 6   | 8    | 15    |
| 85  | América Natal               | 9     | 2  | 1   | 6   | 5   | 5    | 12    |
| 86  | Operário Ferroviário EC     | 9     | 2  | 1   | 6   | 5   | 3    | 13    |
| 87  | Colatina                    | 9     | 1  | 3   | 5   | 5   | 2    | 9     |
| 88  | SE Tiradentes               | 9     | 1  | 3   | 5   | 5   | 7    | 16    |
| 89  | Nacional FC                 | 9     | 1  | 3   | 5   | 5   | 6    | 16    |
| 90  | Avaí FC                     | 9     | 0  | 5   | 4   | 5   | 9    | 14    |
| 91  | Rio Negro Manaus            | 9     | 1  | 2   | 6   | 4   | 7    | 17    |
| 92  | Sport Recife                | 9     | 1  | 2   | 6   | 4   | 5    | 18    |
| 93  | Chapecoense                 | 9     | 0  | 3   | 6   | 3   | 6    | 16    |
| 94  | CR Guará Brasília           | 8     | 0  | 2   | 6   | 2   | 2    | 14    |